# Arabe égyptien (cheval)
Vous lisez un « bon article » labellisé en 2023.
Cet article concerne le cheval. Pour le dialecte égyptien, voir Arabe égyptien.
L’Arabe égyptien (arabe : الخيل المصري العربي (Al-Khayl Al-Masri Al-Arabi) ; anglais : Straight Egyptian Arabian Horse) est une lignée du cheval Arabe originaire d'Égypte, particulièrement réputée. Ces chevaux proviennent surtout de l'élevage sélectif entamé par Abbas Ier Hilmi en 1848, et poursuivi jusqu'à nos jours au haras d'El Zahraa. Bien que d'origine égyptienne, la race est définie par des éleveurs euro-américains qui ont importé un grand nombre de ces animaux au cours du XXe siècle, puis imposé leurs standards et critères de sélection, en particulier avec la constitution de la Pyramid Society aux États-Unis en 1970. Celle-ci déploie un marketing très efficace, qui fait de l'Arabe égyptien un animal de luxe attirant de riches investisseurs, en associant le concept de « pureté » chez cette race à la connaissance de sa généalogie.
L'Arabe égyptien se distingue par son profil de tête très concave avec un os nasal court, et son port de queue très relevé. La morphologie particulière de cette race entraîne vraisemblablement une vulnérabilité à des problèmes de santé spécifiques, affectant sa tête. L'Arabe égyptien est surtout destiné à des concours de modèle et allures, en show de présentation.
L'élevage de l'Arabe égyptien s'est mondialisé, des conflits d'éleveurs se cristallisant dans une opposition entre le monde occidental, dans un contexte où l'élevage américain domine le marché mondial depuis les années 1960, et le monde musulman, où l'élevage équin a re-démarré après la guerre du Golfe. La majorité des sujets se trouvent aux États-Unis. Cet élevage reste présent en Égypte, et s'est étendu à des pays européens et des pays arabes, comme le Qatar, les Émirats arabes unis et Dubaï.

## Définition

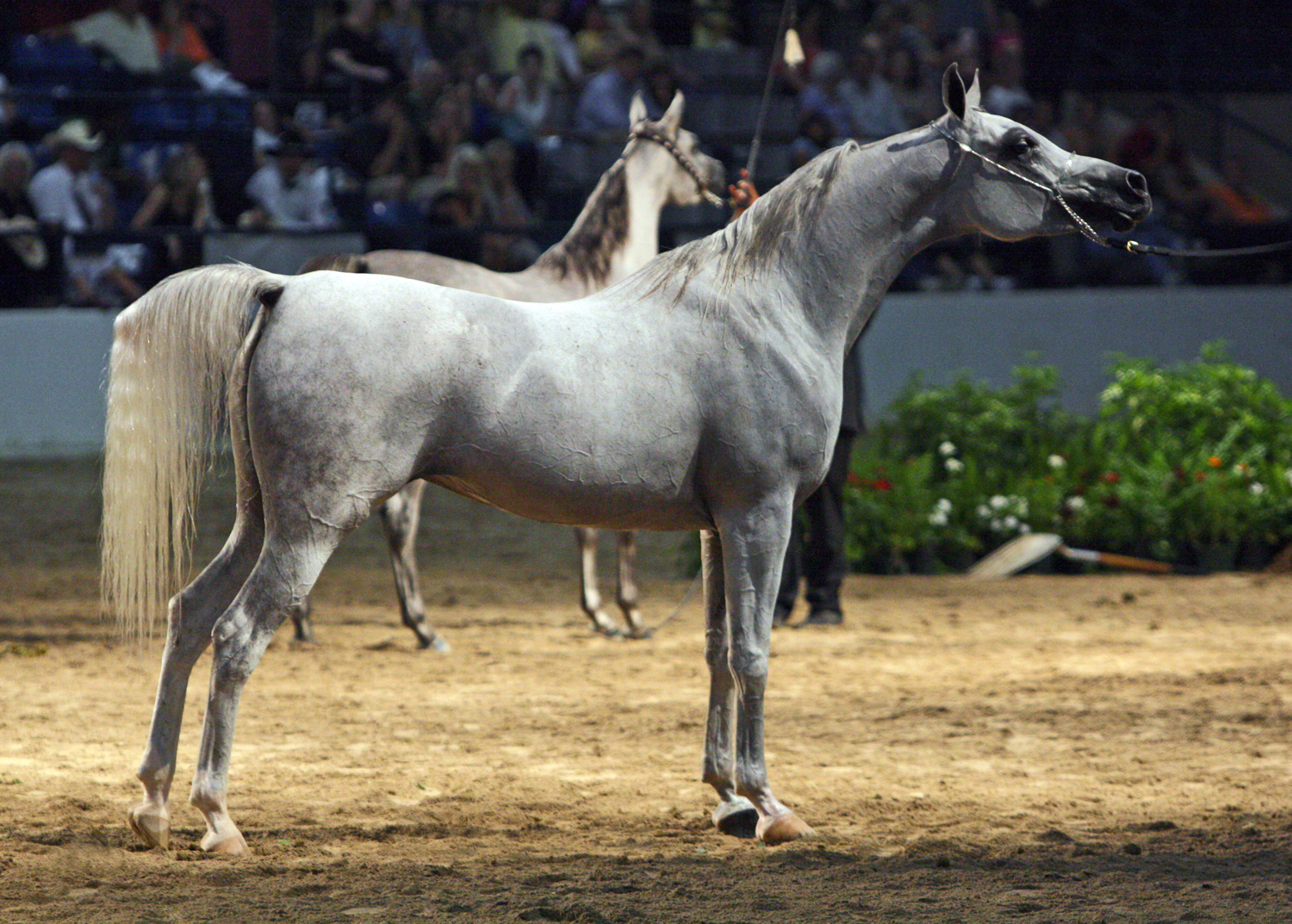
Jument Arabe égyptien de robe grise au Kentucky Horse Park en 2010.

Le chercheur en anthropologie culturelle Christoph Lange définit l'Arabe égyptien comme « une race à l'intérieur d'une race » ; tous les individus décrits comme « Purs égyptiens » sont inclus à l'ensemble plus vaste qu'est la race des chevaux arabes. Tous les Arabes égyptiens sont considérés comme Asil (purs) et vus comme « l'essence » des chevaux arabes élevés par les Bédouins dans le désert.
Une autre particularité de l'Arabe égyptien est d'avoir été défini par collaboration de différents éleveurs très majoritairement euro-américains, qui ont imposé leur vision. D'après Lange, l'origine de la notion d'Arabe égyptien est à rechercher à partir de la seconde moitié du XIXe siècle, lorsque des controverses éclatent au sujet de la généalogie des chevaux importés en Europe et aux États-Unis à partir de pays arabes. Ces controverses portent sur la pureté, l'authenticité, et la définition de ce qu'un cheval arabe devrait être. Il s'ensuit une réappropriation et une réinterprétation des notions d'élevage développées par les Bédouins en vue de définir des idéaux de pureté généalogique, qui se révèlent nettement influencés par la vision qu'en ont les éleveurs américains. Toujours d'après Lange, ce mécanisme aboutit à la récupération d'un patrimoine arabe au profit de ces éleveurs euro-américains.
Les manuscrits de l'élevage d'Abbas Pacha (Abbas Ier Hilmi), rédigés dans les années 1850, sont des sources particulièrement importantes pour les éleveurs d'Arabe égyptien. Partiellement traduits de l'arabe littéraire vers l'anglais en 1935, ils sont considérés comme les plus anciens pedigrees de chevaux arabes rédigés dans le berceau de la race, et en représentent à ce titre les documents fondateurs. Un autre ouvrage important est celui de l'éleveuse américaine Judith Forbis, The Classic Arabian Horse (1976), qui fournit la définition canon du Straight Egyptian Arabian (Arabe pur égyptien).

## Histoire

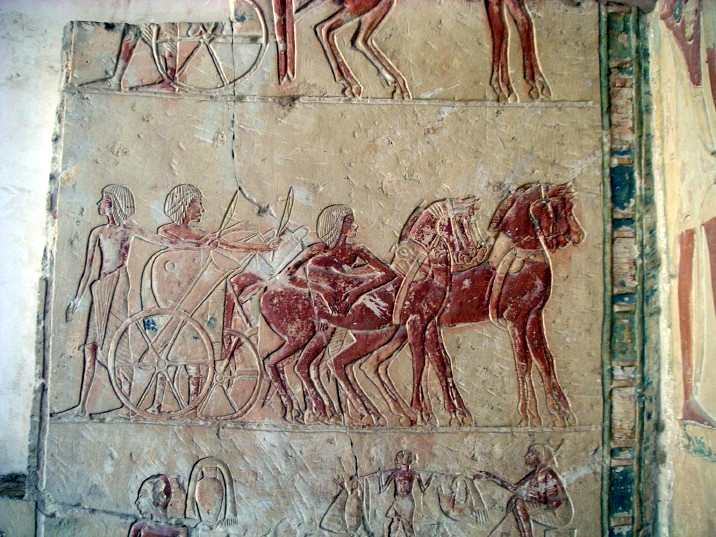
Relief représentant les chars de l'armée d'Horemheb, XVIIIe dynastie égyptienne, à Saqqarah.

### Origine du cheval arabe en Égypte
Il est historiquement établi que les ancêtres de l'Arabe égyptien sont des chevaux élevés dans le désert d'Arabie et en Syrie par des Bédouins. Le cheval est un animal de traction présent en Égypte antique vers - 1600, ; si l'anthropologue Pita Kelekna le qualifie alors de « proto-Arabe », les égyptologues Lonneke Delpeut et Hylke Hettema précisent qu'assimiler l'Arabe égyptien au « cheval des Pharaons » est une erreur, portée par des représentations orientalistes ré-inventées et par la communication commerciale.
D'après les données de la base DAD-IS maintenue par la FAO, l'origine de la race Arabe remonte à une fourchette située entre le IVe siècle et le VIIIe siècle, par importation depuis les steppes arides de la péninsule arabique voisine. La première campagne de conquête musulmane de l'Égypte débute en 639 et implique une cavalerie. Abd al-Rahman ibn Ziyad (en) débute sa description de l'arrivée des troupes musulmanes en Égypte par sa réjouissance d'avoir trouvé de bons terrains de pâturage pour les chevaux. Les dynasties qui se succèdent ensuite, notamment celle des Omeyyades, intègrent la cavalerie à leurs forces militaires. Sous les Abbassides, le cheval reste un élément militaire décisif. L'existence de constructions honorifiques consacrées à ces animaux dans la mosquée qu'il a fait construire témoigne de l'importance qui leur est accordée sous Ahmad Ibn Touloun. La place du cheval est conservée sous les Fatimides ; quand le calife arrive au Caire, il est accompagné de 500 chevaux. Sous le califat des Ayyoubides, les Croisés d'Europe occidentale découvrent pour la première fois les chevaux arabes d'Égypte, et en ramènent quelques-uns chez eux. La littérature disponible pour la période sous l'Empire ottoman montre une présence continue du cheval arabe en Égypte.

### Sous Mehemet Ali et AbbasIerHilmi

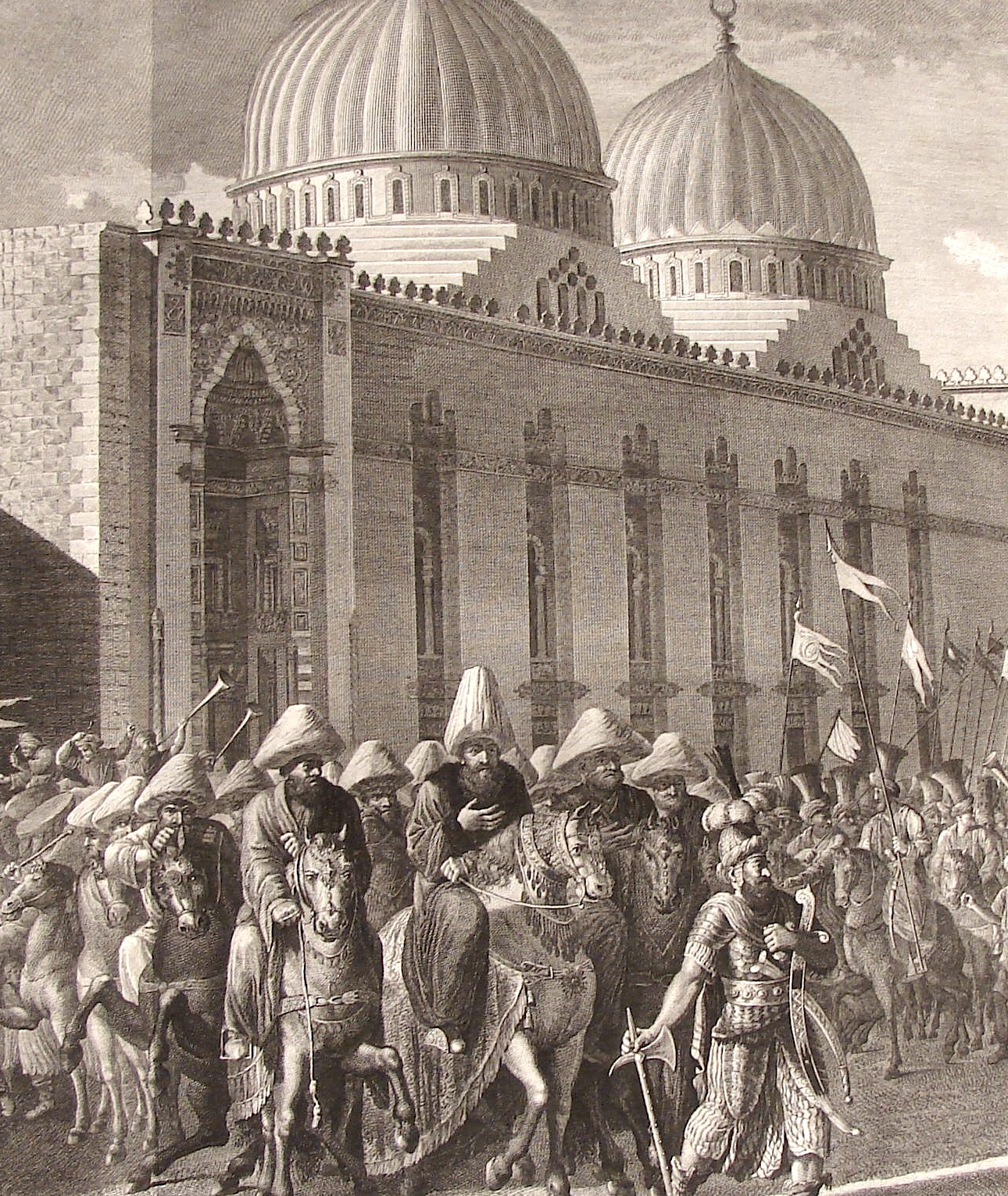
L'arrivée d'Abbas Pacha au Caire, d'après une gravure ancienne.

De grands changements dans l'élevage du cheval arabe coïncident avec l'arrivée au pouvoir de Méhémet Ali. En raison de son conflit contre la famille royale saoudienne. Après sa défaite, Abdullah d'Arabie Saoudite offre au pouvoir égyptien plus de 200 chevaux d'Arabie, parmi les plus précieux. Ibrahim Pacha obtient à son tour des chevaux du Nejd d'Arabie, alors réputés les meilleurs au monde, après sa prise de Dariya en 1818. Bien que peu de ces chevaux aient vraisemblablement atteint l'Égypte, ils font si forte impression sur la famille régnante égyptienne que celle-ci démarre un élevage sélectif de chevaux Pur-sang arabe. À partir du XIXe siècle, plusieurs missions en provenance de pays divers achètent des chevaux reproducteur arabes élevés par les Bédouins, afin de poursuivre leur propre programme de sélection. L'Égypte fait partie de ces pays importateurs, dès le début du XIXe siècle ; le changement d'environnement et la poursuite de critères de sélection spécifiques entraînent l'émergence progressive de caractéristiques propres aux lignées égyptiennes.
L'Arabe égyptien est tout particulièrement associé à l'élevage d'Abbas Ier Hilmi. Ce dernier déploie de grands efforts pour obtenir les meilleurs chevaux du désert d'Arabie. Selon les manuscrits conservés par Abbas Pacha, les fondateurs de son élevage sont tous des chevaux arabes provenant du désert (dits « DB », pour « Desert Bred »). Abbas Pacha est souvent cité comme le premier éleveur de chevaux arabes à documenter soigneusement les origines de ses reproducteurs, ce qui jouera un rôle central dans la future définition de la race Straight Egyptian, une centaine d'années plus tard.
Durant son règne, de 1848 à 1854, Abbas Pacha importe des chevaux de Bédouins arabes depuis la péninsule arabique jusqu'à son haras particulier, en documentant soigneusement les origines de chaque cheval selon la tradition orale. Une rumeur veut qu'il ait payé 7 000 livres d'or pour une jument Jellabieh, et 11 000 livres pour une jument de lignée Saklawi. Après sa mort, son successeur Mohamed Saïd Pacha vend ces chevaux aux enchères publiques, et abandonne le haras. Ali Pacha Chérif (en) parvient à garder la plupart des chevaux de son prédécesseur en Égypte.

### Dispersion puis préservation de l'Arabe égyptien

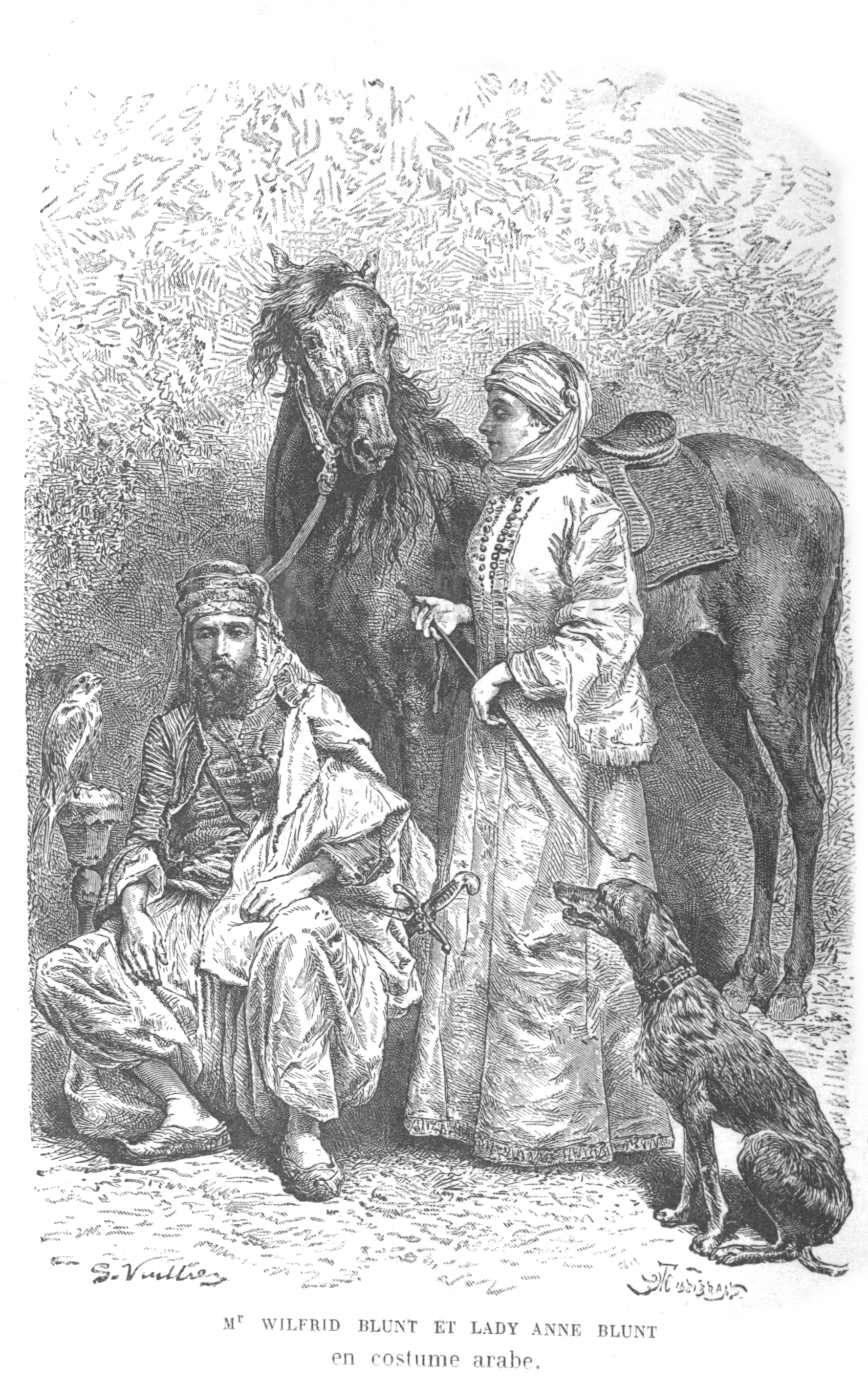
Anne et Wilfrid Scawen Blunt en costume bédouin, d'après le frontispice à l’édition française de Voyage en Arabie. Pèlerinage au Nedjed, berceau de la race arabe, Paris Hachette, 1882.

Le haras d'Ali Pacha Chérif est dispersé après sa mort en 1897, certains de ses meilleurs chevaux étant rachetés par l'Anglaise Anne Blunt et placés dans son haras de Cheikh Obeyd, situé près du Caire,. Ce lieu joue un rôle important dans l'exportation de la race hors d'Égypte à partir de la fin du XIXe siècle.
Des membres de la famille royale égyptienne récupèrent aussi certains chevaux dispersés : Abbas II Hilmi parvient à maintenir un haras dont beaucoup de reproducteurs viennent de celui d'Ali Pacha Chérif ; le prince Ahmad Pasha Khamal et son fils Yusuf Khamal figurent au rang des éleveurs réputés d'Arabe égyptien ; Kamal al-Din élève de nombreux chevaux que l'on retrouve encore dans les pedigree modernes ; Muhammad Ali Tawfiq possède quatre écuries, dont la plus célèbre est celle du palace de Manyal, sur l'île de Roda ; il écrit également deux livres de référence au milieu des années 1930.
C'est à partir du début du XXe siècle que différents programmes de sélection sont mis en place sur le cheptel dispersé d'Arabe égyptien, aussi bien en Égypte qu'en Europe et aux États-Unis. Ces programmes s'inscrivent dans un contexte de premières définitions du cheval arabe (en tant que « cheval des Arabes ») par des voyageurs européens et américains, tels que les Blunt, le Major Roger Upton et Homer Davenport. Leur attention se porte sur la généalogie, et sur la manière de conserver la « pureté » de tels chevaux hors de leur environnement d'origine.

### Action de laRoyal Agricultural Society
Le gouvernement égyptien avait commencé à s'impliquer dans l'élevage équin dès 1892 en vue de faire naître des montures de cavalerie, mais c'est surtout la Royal Agricultural Society d'Égypte, fondée en 1908, qui se charge de la sélection des chevaux, sous la houlette du roi Hussein Kamal et du roi Fouad,,. Son programme d'élevage est souvent associé à l'Arabe égyptien. En 1908, le centre d'élevage d'El Zahraa est créé, et devient rapidement incontournable, de même que l'élevage privé du prince Mohammed Ali. Après 1914, ce programme se concentre uniquement sur l'élevage du Pur-sang arabe, en rassemblant des chevaux dispersés dans les haras privés des princes de la famille royale, et en rachetant certains animaux du haras de Cheikh Obeyd à lady Anne Blunt. En 1920, la société importe des chevaux du Crabbet Arabian Stud de Blunt. En 1930, tous les chevaux de la société sont placés au haras de Kafr Farouk / El Zahraa.
Les écuries royales des rois Fouad et Farouk, le haras Inshass, comptent jusqu'à 150 chevaux à leur apogée.

### Action de l′Egyptian Agricultural Organization

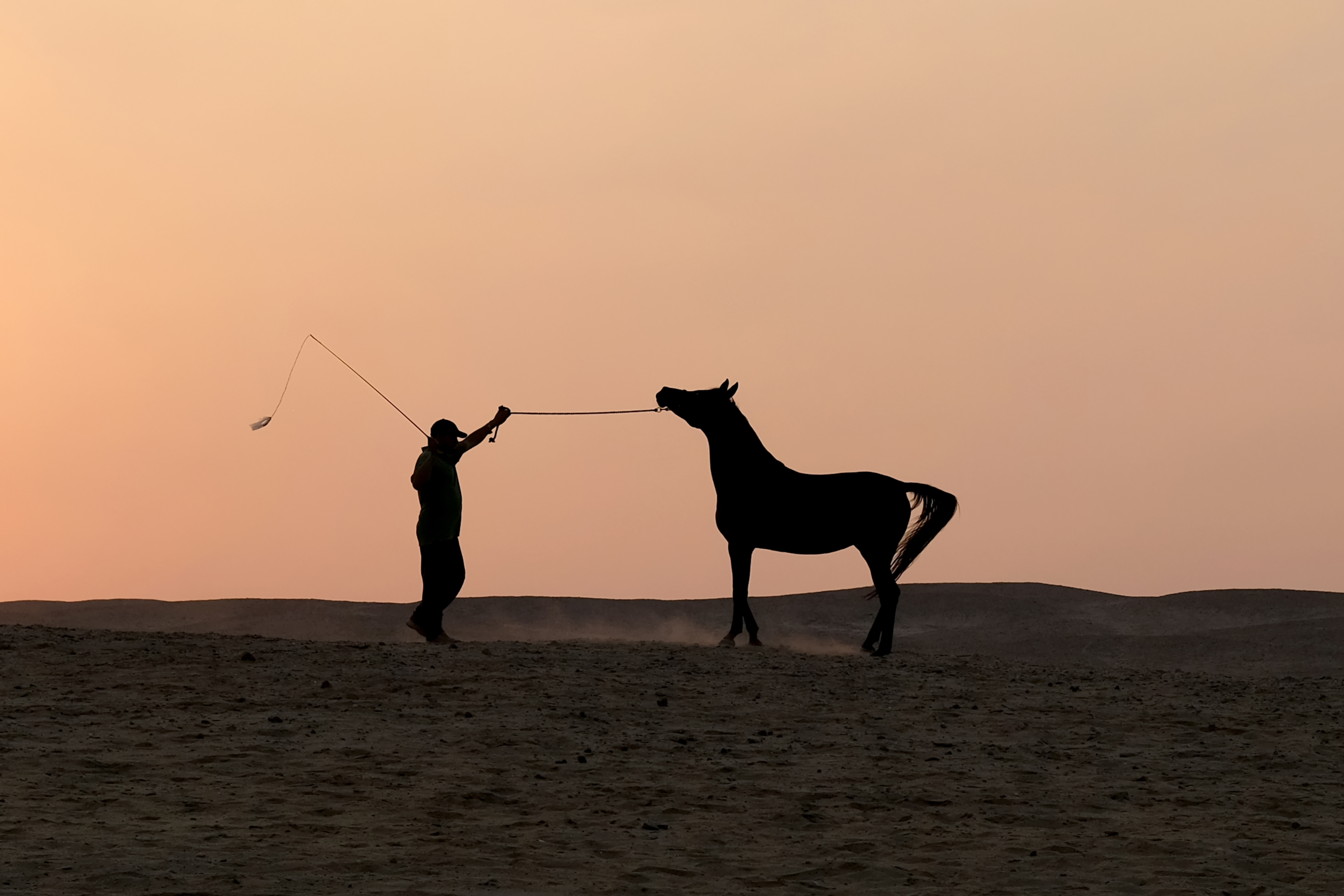
Cheval arabe en Égypte.

El Zahraa souffre des conséquences de la Seconde Guerre mondiale, mais reprend ensuite son essor. La situation de l'élevage change brutalement dans les années 1950. La Royal Agricultural Society, renommée Egyptian Agricultural Organization (EAO), est alors gérée par le général Pettko von Szandter, un réfugié hongrois qui choisit de favoriser la reproduction de l'étalon Nazeer, auparavant peu estimé pour   l'élevage.  Avec la chute du roi Farouk en 1952, l'EAO, récupère ses bons chevaux, du haras d'Inshass.
Avec l'instabilité politique, l'élevage de l'Arabe égyptien devient incertain. L'opinion publique est très partagée quant au sort à réserver à ces animaux, considérés comme des symboles de la monarchie et du luxe,,. Pettko von Szandter organise l'exportation des chevaux dits « purs égyptiens », en particulier vers les États-Unis, à partir de la fin des années 1950. Entre 1895 et le milieu des années 1980, un grand nombre de chevaux arabes d'Égypte sont exportés vers ce pays. Le rôle de hub d'exportation central joué par l'Égypte favorise la mondialisation progressive de la race des chevaux arabes. Les descendants de Nazeer rencontrent rapidement un immense succès aux États-Unis, l'un de ses fils devenant prééminent en Allemagne.
L'Égypte est le seul pays arabe qui soit membre fondateur de la World Arabian Horse Organization (Organisation mondiale du cheval arabe, WAHO), créée en 1970.

### Action de laPyramid Societyaux États-Unis
En 1958, Judith et Donald Forbis créent leur élevage Ansata Arabians Farm, puis importent des chevaux exclusivement depuis l'Égypte. En 1968, Doug Marshall, de Gleannloch Farm au Texas, décide de se concentrer sur l'élevage des chevaux arabes d'origine égyptienne, déclarant vouloir conserver cette lignée « pure » de toute influence extérieure. Il est rapidement rejoint par d'autres éleveurs américains propriétaires de descendants de Nazeer, qui partagent cette idée. En 1970, avec Judith Forbis et Richard Pritzlaff, il crée la Pyramid Society, chargée de sélectionner un type « nouveau » d'Arabe égyptien, tout en conservant les qualités « ancestrales » de cette lignée. Les trois pionniers sont rejoints cette même année par Jarrel McCraken, de Bentwood Farms. Ce sont les chevaux exportés qui forment le noyau d'élevage. L'intérêt que McCraken porte à la « pureté » des chevaux égyptiens conduit, selon les mots de Margaret E. Derry, à une « dévotion » envers le pedigree.
La Pyramid Society se révèle vite très efficace pour assurer du marketing autour de l'Arabe égyptien. Dès les années 1970, la notion de Straight Egyptian Arabian est largement connue. Les Forbis jouent un rôle pionnier, s'inscrivant parmi les éleveurs de chevaux américains les plus influents de la seconde moitié du XXe siècle, Ansata Arabians Farm devenant le principal élevage d'Arabe égyptien aux États-Unis. Ce marketing s'appuie sur l'appropriation culturelle de l'imagerie bédouine, les Forbis apparaissant en turban, organisant des spectacles de fauconnerie arabe ou des exhibitions de lévriers Saluki, ce qui attire autour d'eux une vaste communauté d'admirateurs ainsi que de nouveaux éleveurs.

Éditions 2009 et 2010 de The Egyptian Event, au Kentucky
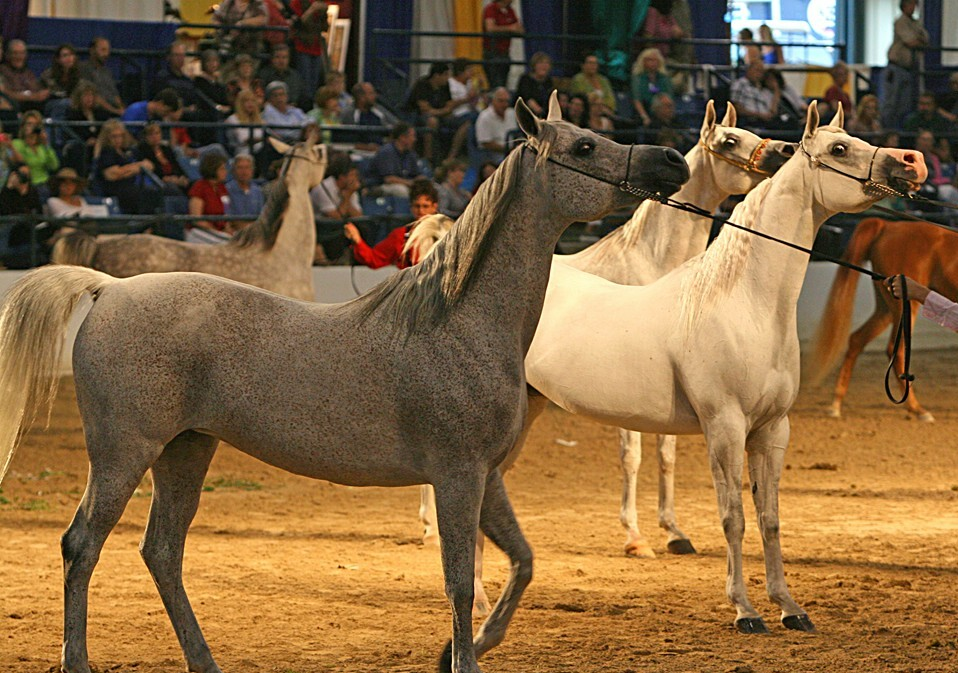
Groupe d'Arabes égyptiens présentés en 2009
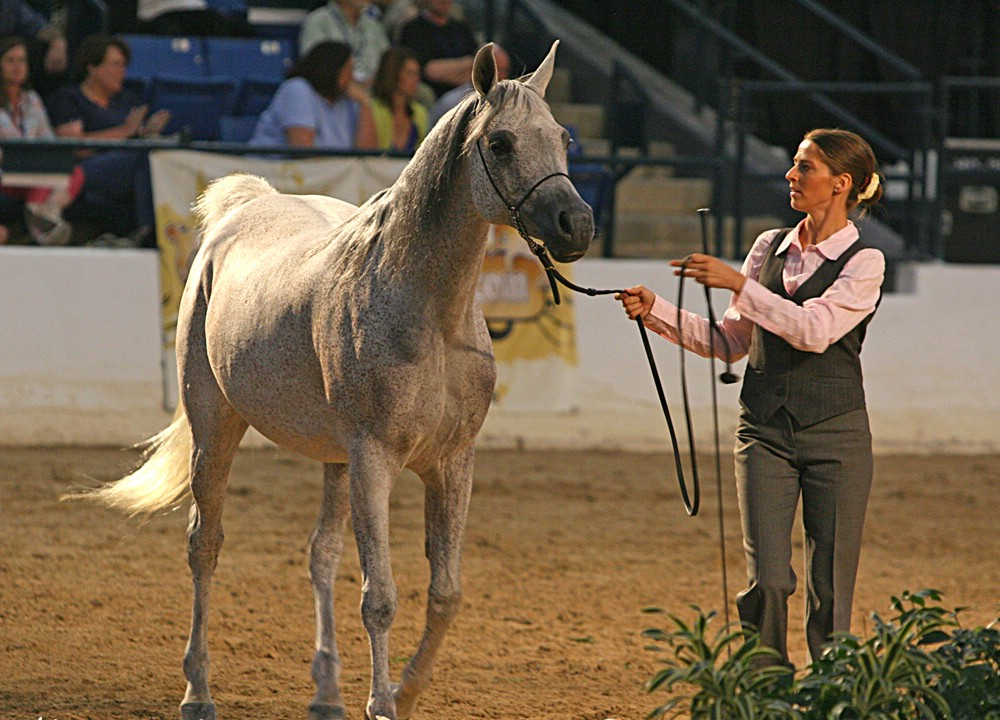
Cheval gris truité présenté en main en 2009.
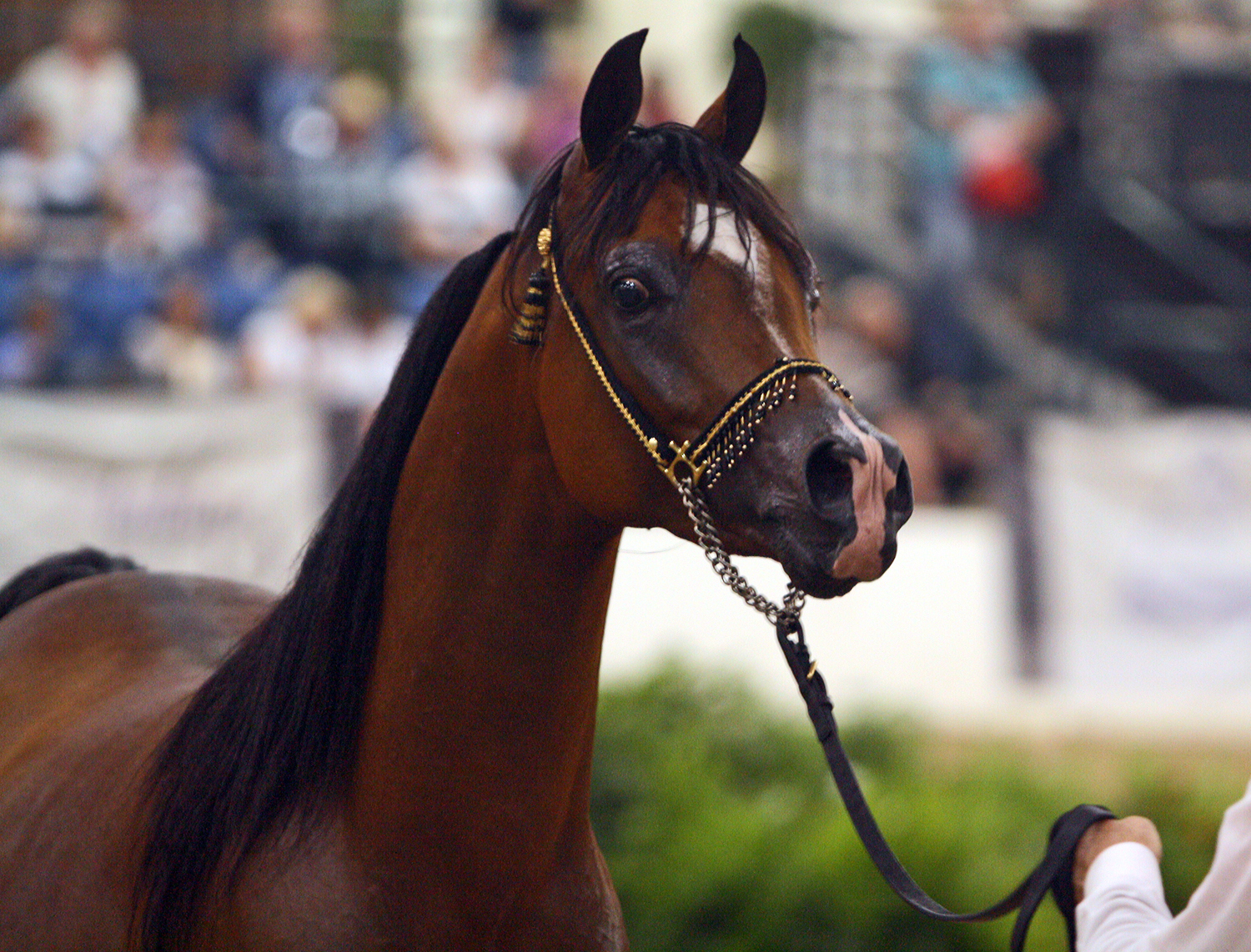
Tête d'un cheval bai présenté en 2010.
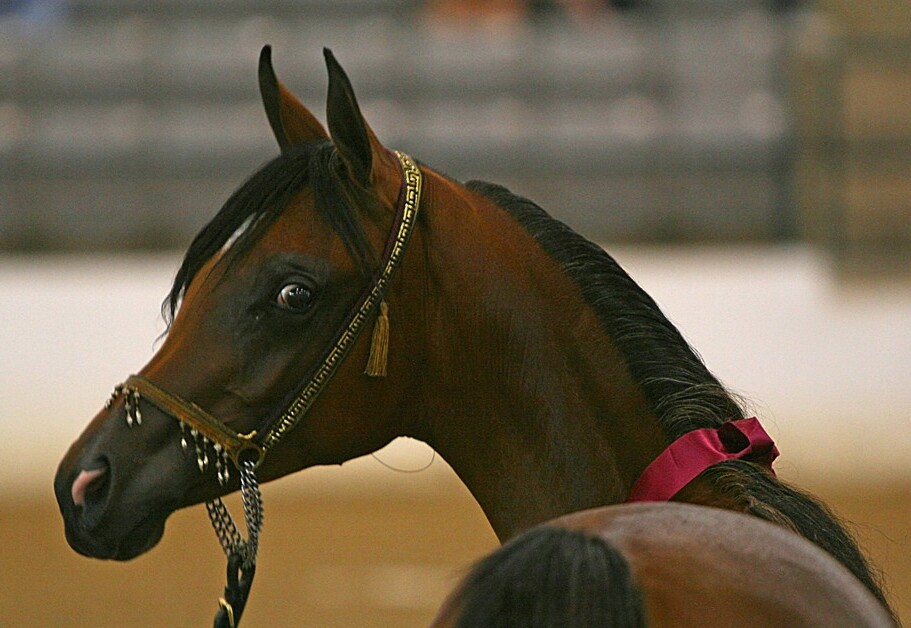
Tête de la pouliche baie Miss Staar AC, présentée avec un licol de style arabe en 2009.

Durant les années 1960, l'étalon des Forbis nommé Ansata Ibn Halima, un fils de Nazeer, est connu à travers tous les États-Unis grâce à son apparence. En 1977, McCraken devient célèbre pour la syndication d'un étalon fils de Nazeer à hauteur de 4 millions de dollars. Lors de sa première vente aux enchères en 1982, la Pyramid Society vend des chevaux pour plusieurs centaines de milliers de dollars. En 1985, environ 65 % des chevaux vendus par la Pyramid Society le sont à des acheteurs qui acquièrent cette race pour la toute première fois, généralement dans une optique d'investissement ; une jument atteint le prix de vente record de deux millions de dollars. La saillie d'un étalon pur égyptien se négocie pour environ dix-mille dollars. Cette transformation de l'élevage en marché provoque la désillusion de Richard Pritzlaff, qui souligne que la préservation de la race est devenue secondaire, et que la définition de ce qu'est un « Pur égyptien » est adaptée en fonction des intérêts commerciaux de certains éleveurs. En 1985, le marché de l'Arabe égyptien est mis en souffrance par une réforme des taxes, qui conduit à la banqueroute de Bentwood Farm et à une baisse sévère des prix de vente des chevaux.

### Mondialisation de l'élevage de l'Arabe égyptien

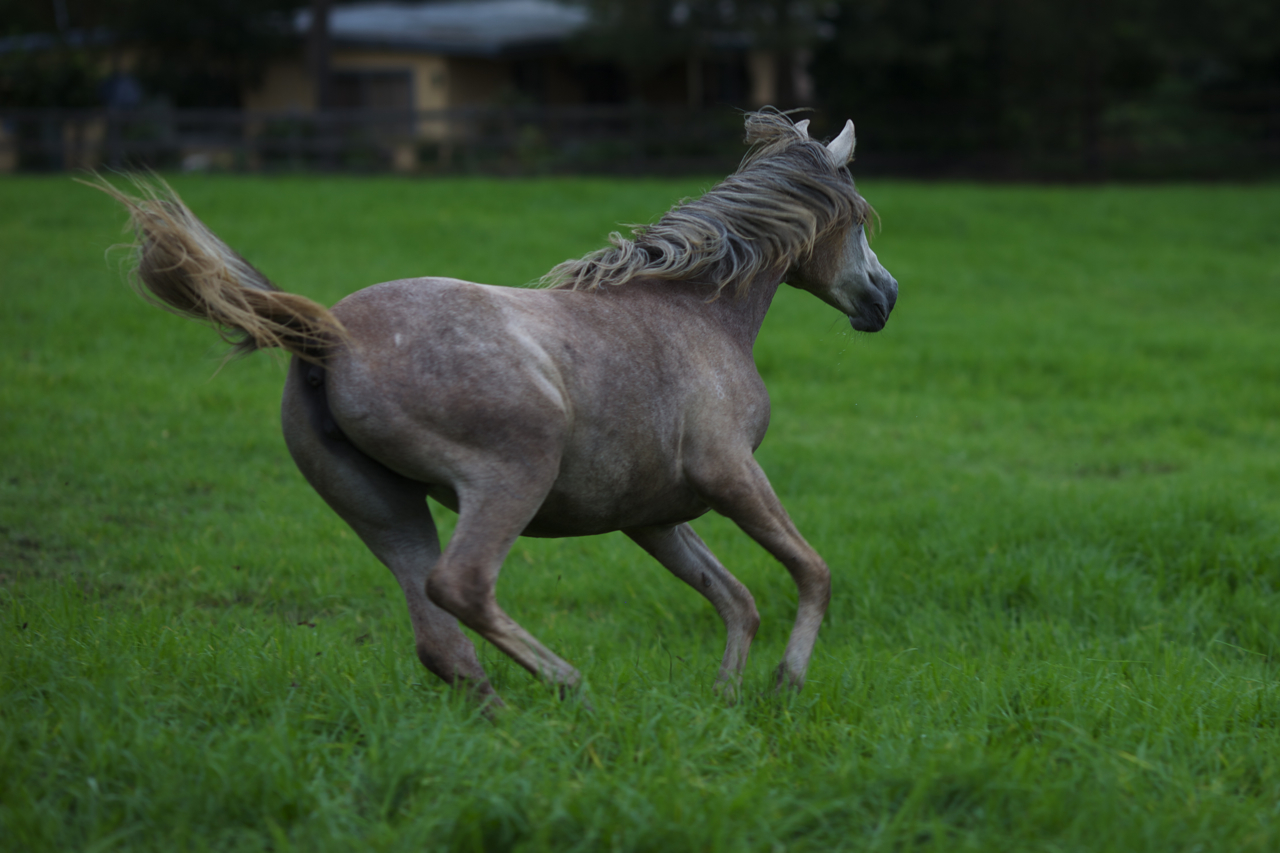
Jeune Arabe égyptien gris au galop au Simeon Stud, en Australie.

Un rapprochement s'est opéré en parallèle entre le marché européen et le marché américain, comme l'illustre la naissance d'El Shaklan en Allemagne, un étalon issu de lignées espagnoles et égyptiennes. Stonebridge Farms, dans l'Ontario, élève l'Égyptien à partir des années 1970. Cela conduit à une mondialisation de l'élevage, portée par la recherche d'authenticité de la part des éleveurs, qui s'appuient entre autres sur les écrits de Carl Raswan. Cependant, l'Arabe égyptien issu du marché américain reste très distinctif dans son type.
Depuis les années 1990, l'élevage de l'Arabe égyptien s'implante dans les pays du Golfe, et en particulier au Koweït. Le succès récent de l'Arabe Égyptien à travers le monde, et y compris dans les pays d'Arabie, s'explique par la motorisation des transports et la disparition du mode de vie traditionnel bédouin, qui ont durement affecté l'élevage des chevaux arabes de qualité. L'Égypte est alors apparue comme un sanctuaire pour les derniers chevaux arabes de race pure. L'une des illustrations récentes de l'entrée des pays du Golfe dans ce marché d'élevage mondial est la vente de l'étalon Ansata Hejazi en 1999, le meilleur reproducteur de l'élevage américain des Forbis, à Mohammed Al Marzouq, l'un des plus importants éleveurs du Koweït. Son statut de meilleur étalon a été l'occasion d'une fête en 2017 au Koweït, réunissant des officiels de la WAHO et de la Pyramid Society. Lange qualifie cependant cette démarche d'impérialisme de la part des associations d'éleveurs, lesquelles souhaitent capitaliser sur les investissements de riches acheteurs des pays du Golfe.
Depuis le début du XXIe siècle, l'industrie d'élevage mondial de l'Arabe égyptien s'inscrit dans un conflit entre le monde occidental et le monde musulman. Les éleveurs des pays arabes tentent de récupérer l'autorité permettant de définir la race. Bien qu'ils conservent la plupart des éléments de définition de la WAHO et de la Pyramid Society, ils tentent de mettre l'accent sur l'origine arabe de la race. D'après Lange, la fermeture du stud-book de la race arabe par la WAHO illustre bien ce conflit, de petits éleveurs égyptiens tels que les Tahawi n'ayant plus de possibilité de faire reconnaître leurs chevaux comme des Pur-sang arabes, ni d'accéder au marché de l'élevage mondial. Il identifie la démarche des éleveurs euro-américains comme néolibéraliste, et imprégnée de romantisme orientaliste.

## Description

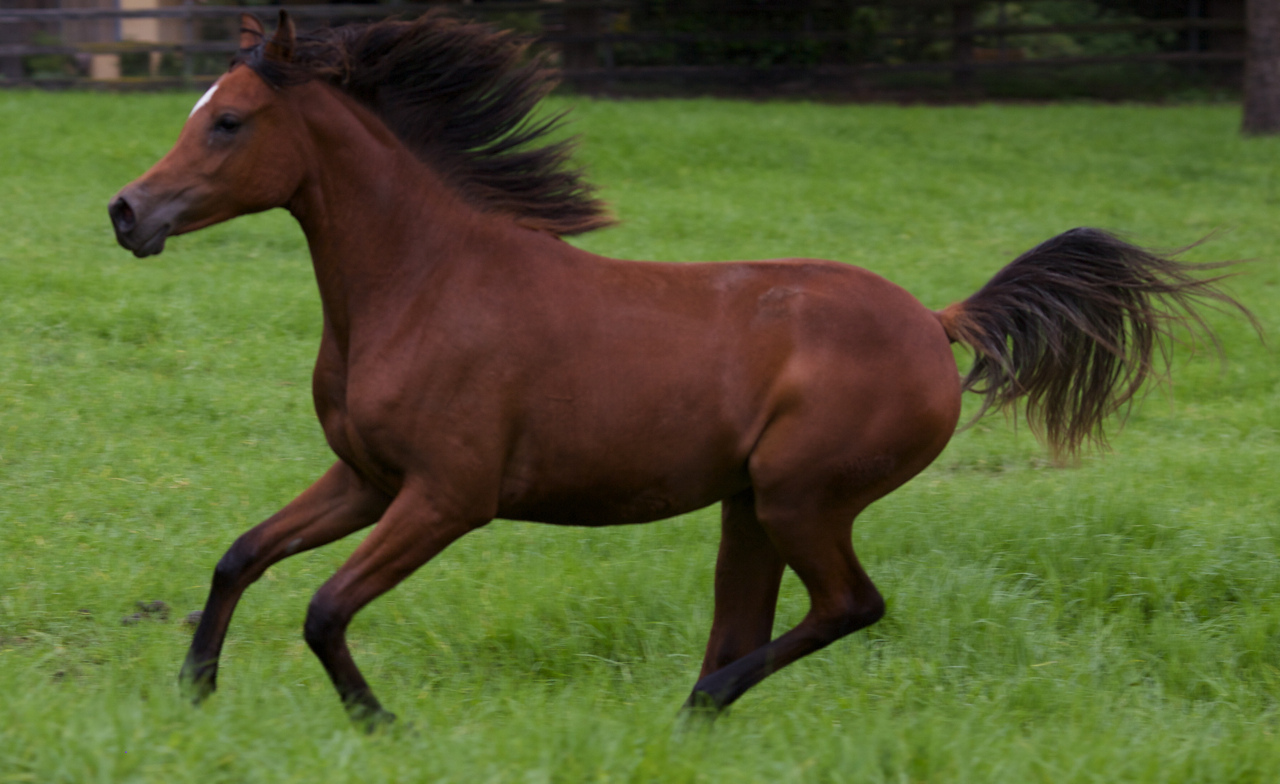
Arabe égyptien au galop au Simeon stud en Australie.

D'après le dictionnaire de CAB International, l'Arabe égyptien toise de 1,44 m à 1,54 m. Les mesures effectuées par l'équipe de Mohamed Machmoum en 2019 confirment qu'en moyenne, l'Arabe égyptien est plus petit que les autres chevaux arabes. Cette moyenne est de 148,8 cm, soit 4 à 5 cm sous celle de l'Arabe polonais et de l'Arabe du désert (Desert Bred).
Le poids de naissance se situe entre 40 et 43 kg. À l'âge adulte, ce poids va de 350 à 550 kg.

### Morphologie
L'Égyptien présente une morphologie de cheval arabe typique,. Les accouplements consanguins ont très probablement contribué à renforcer la proximité morphologique entre les sujets de cette race ; à cela s'ajoutent des facteurs environnementaux, nutritionnels, climatiques, et l'effet de la sélection. Les chevaux du haras d'El Zahraa sont connus pour leur grande « distinction ». Il existe une certaine proximité morphologique entre l'Arabe égyptien et l'Arabe polonais, sans doutes à cause de l'inclusion d'Égyptiens dans les programmes de sélection polonais. La famille maternelle n'a pas d'effet mesurable sur la morphologie de l'Arabe égyptien.

#### Tête
La tête est triangulaire, avec un profil franchement concave, une « expression particulièrement remarquable » de ce type de profil facial, très prisé des éleveurs de cette race. Cette morphologie de tête permet de distinguer significativement l'Arabe égyptien des autres chevaux arabes. Les chevaux du haras d'El Zahraa sont notamment réputés pour ce profil de tête, parfois qualifié d'« extrême ».

Tête de l'Arabe égyptien
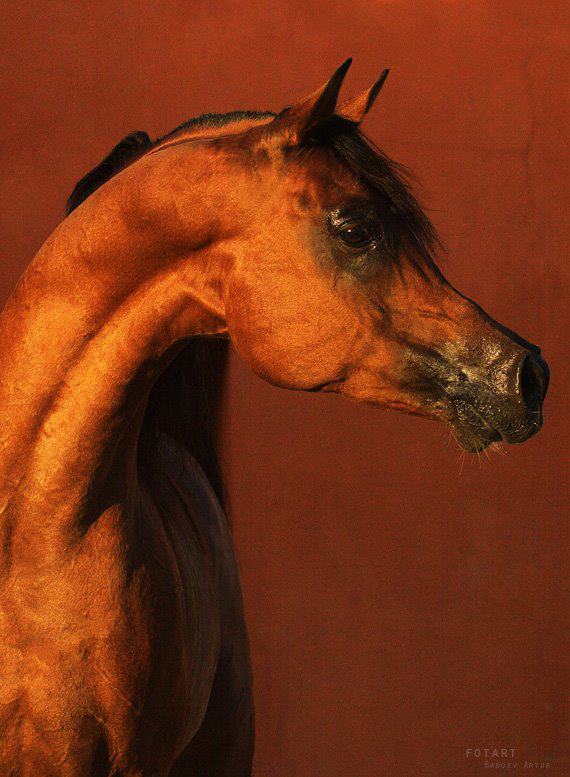
Portrait d'Imperial Baareg, étalon bai
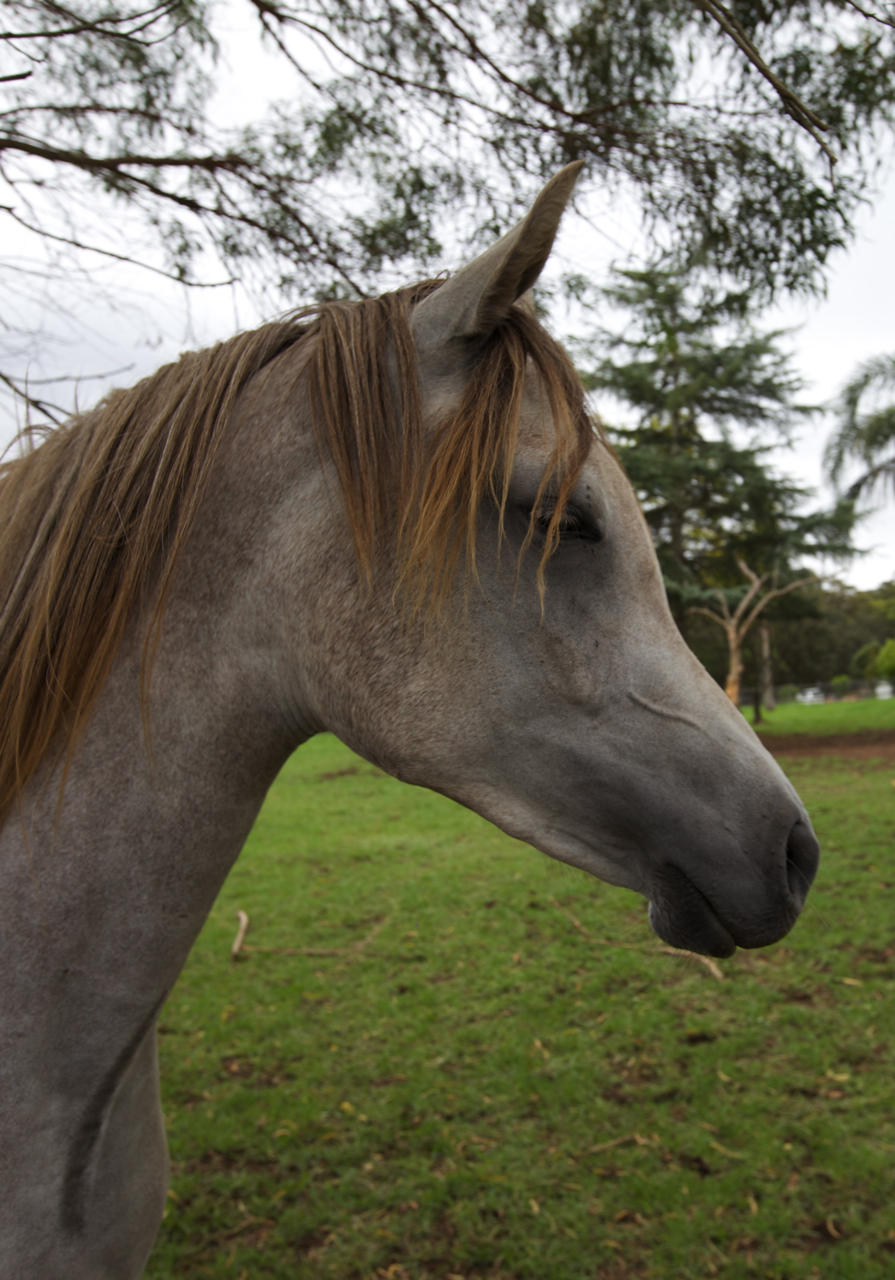
Jeune Arabe égyptien gris, vu de profil
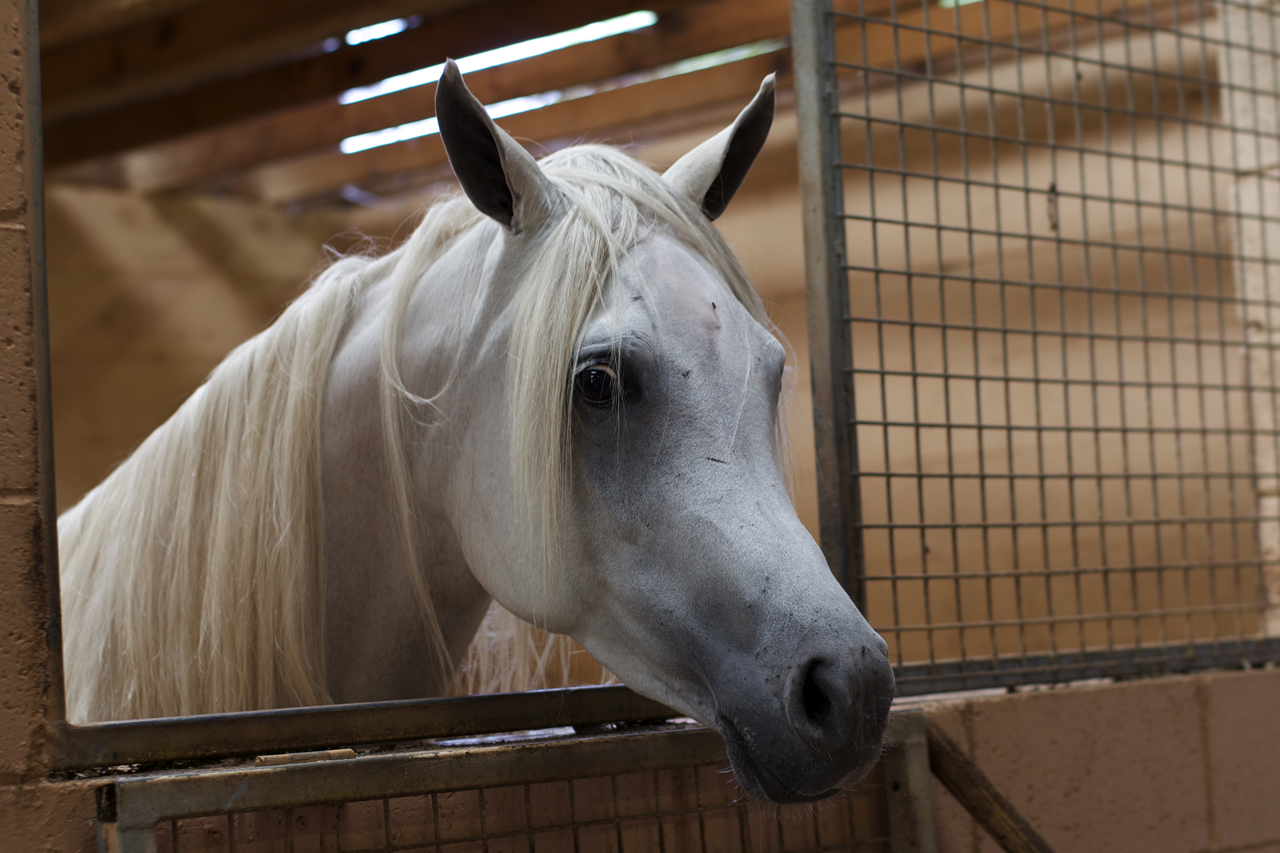
Arabe égyptien gris mature, vu de profil
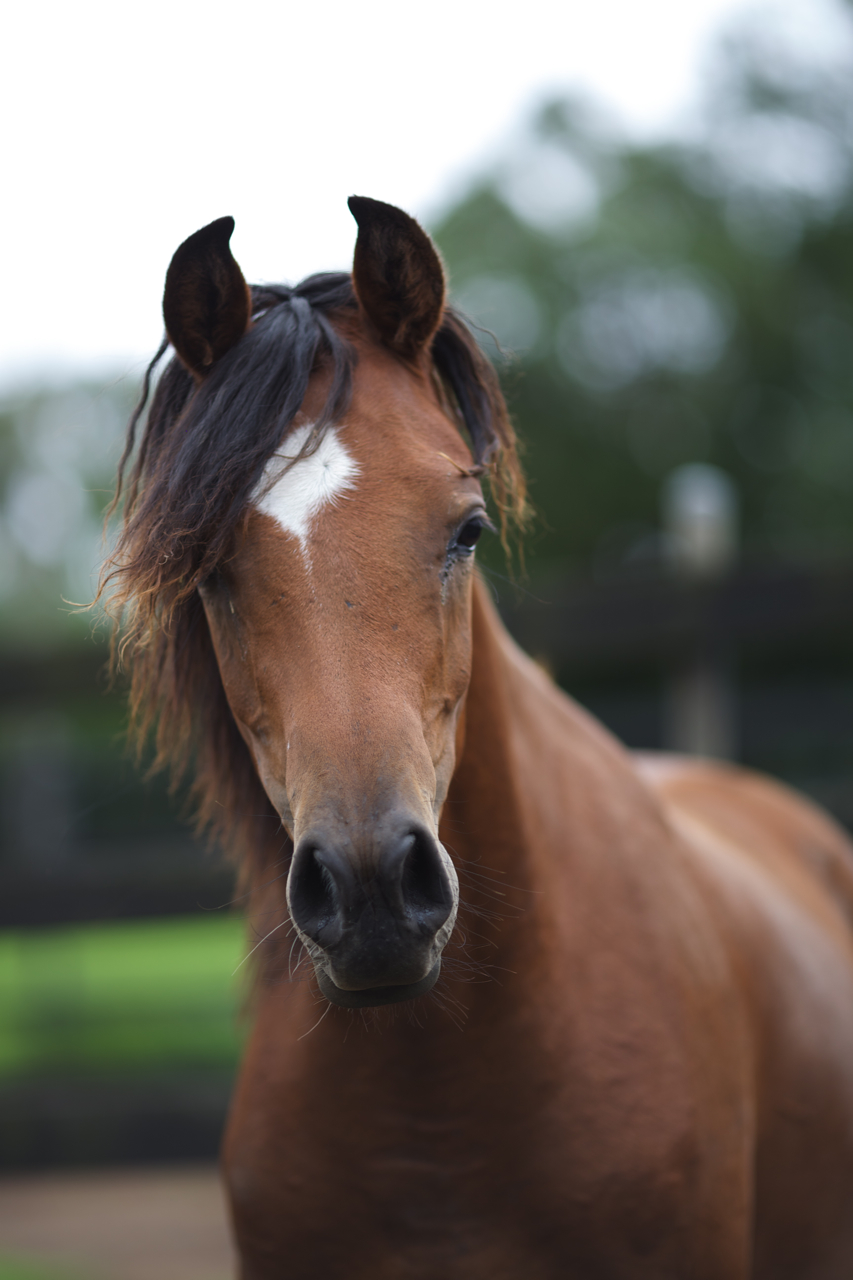
Jeune Arabe égyptien bai, vu de face
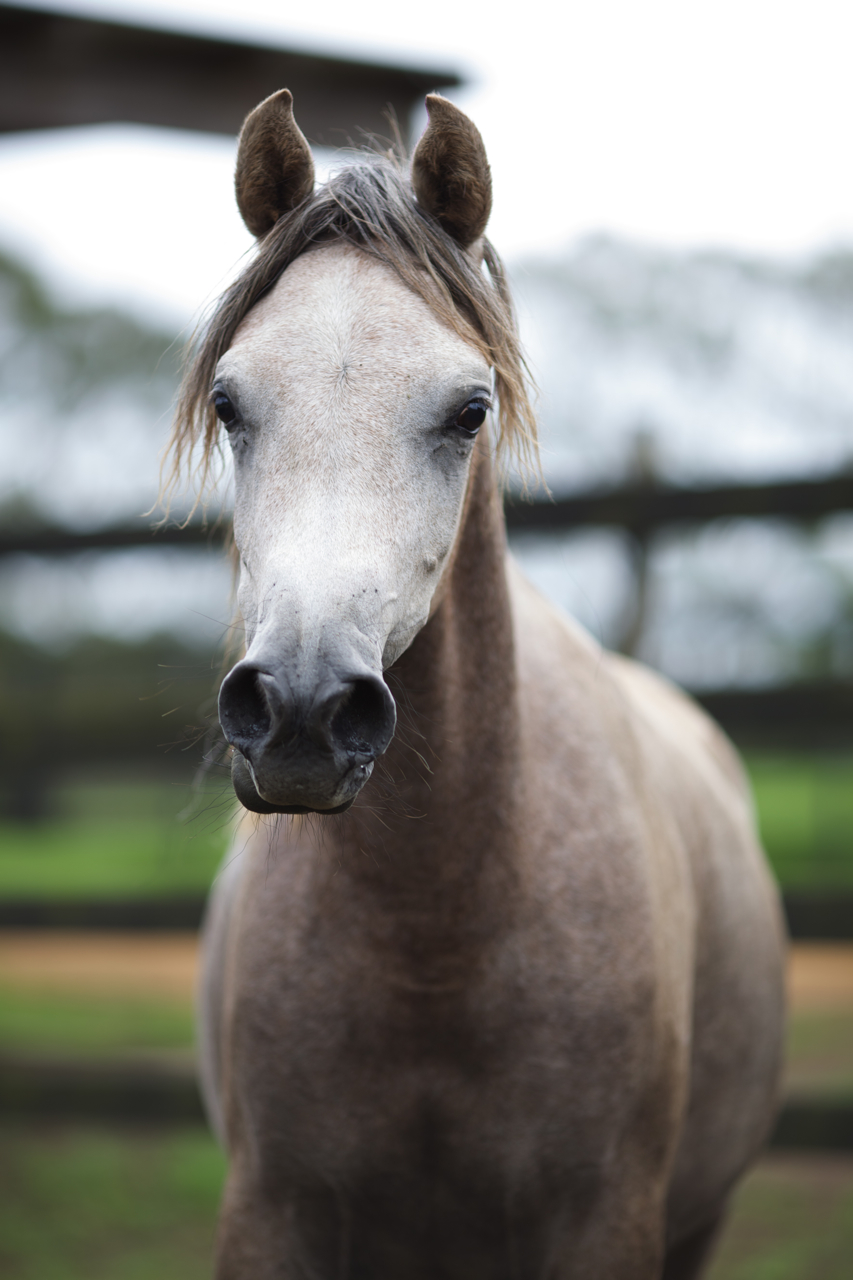
Jeune Arabe égyptien gris, vu de face
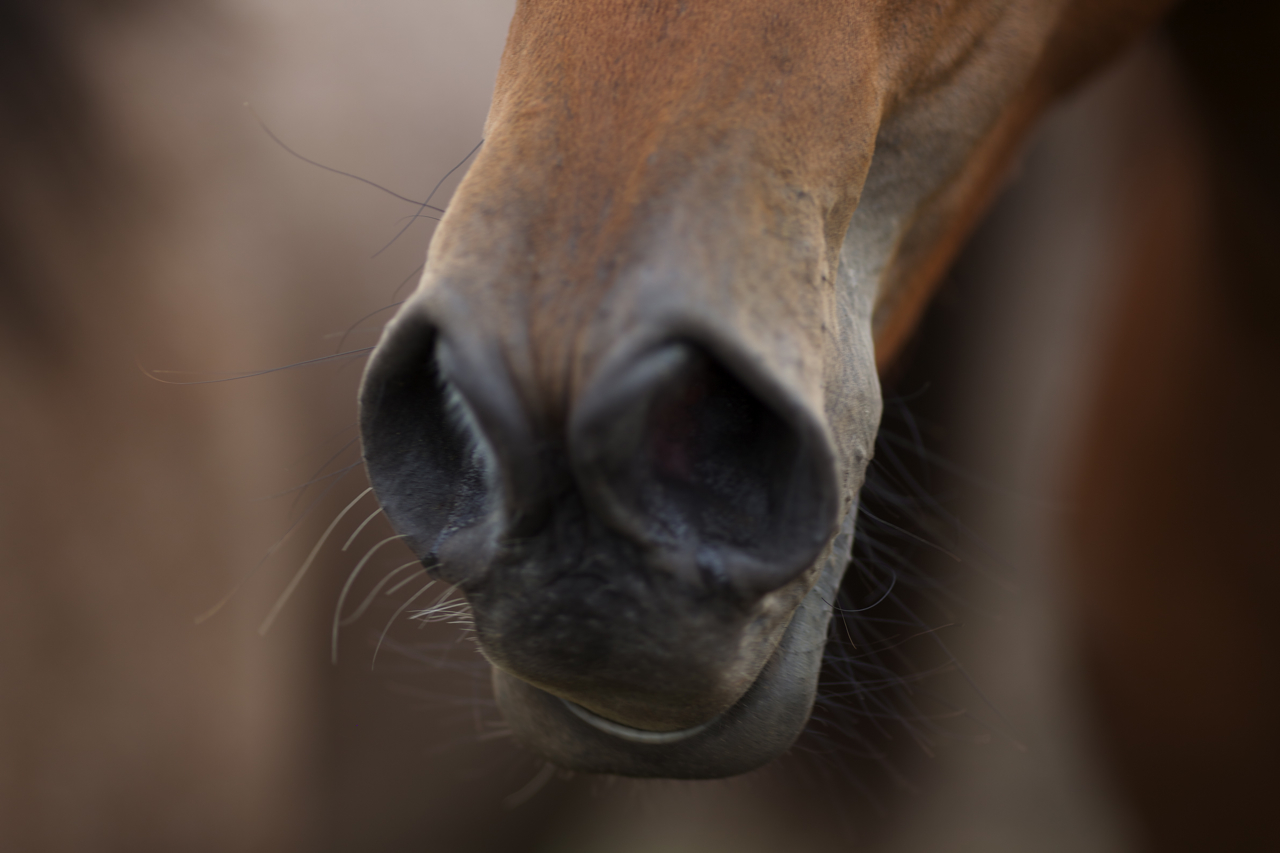
Détail sur les naseaux

Le museau est petit, les naseaux sont larges, et les yeux sont grands et de couleur sombre.
La morphologie faciale de l'Arabe égyptien complique les interventions vétérinaires sur sa tête, notamment pour l'accès au sinus maxillaire. En effet, la tête est courte et petite par comparaison à la masse du corps (longueur moyenne de 60 cm), cette impression découlant surtout de la taille très courte de l'os nasal. Cela conduit le vétérinaire Endrigo Pompermayer et son équipe à comparer la morphologie faciale de l'Arabe égyptien avec celle des races de chiens brachycéphales.

#### Corps et membres

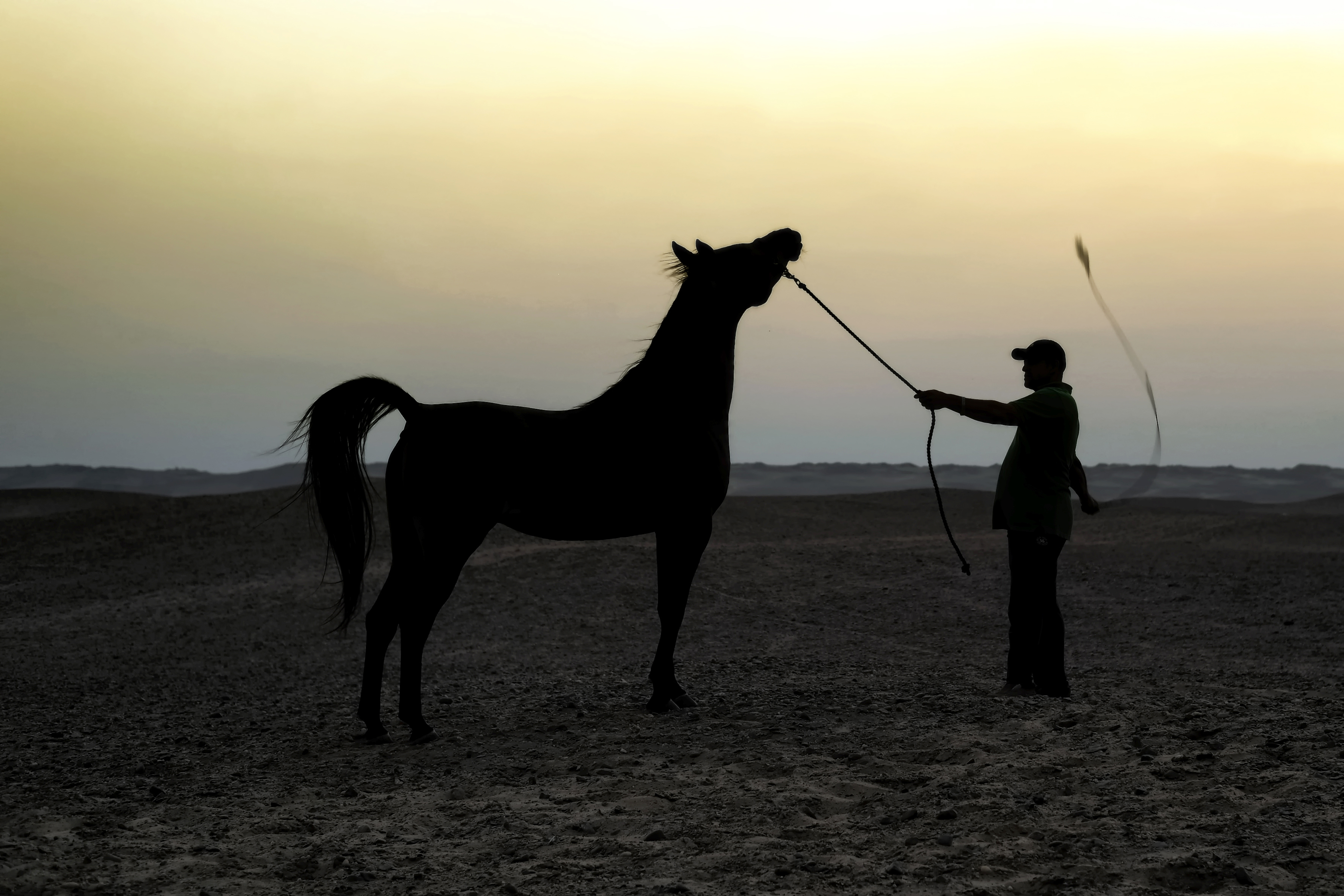
Silhouette typique d'un Arabe égyptien.

L'encolure est arquée, et le dos est court. La hauteur au niveau du garrot est sensiblement plus élevée que la hauteur au niveau de la croupe. La croupe est plate, avec un port de queue haut. Les chevaux du haras d'El Zahraa sont réputés pour leur port de queue très relevé.

### Robe

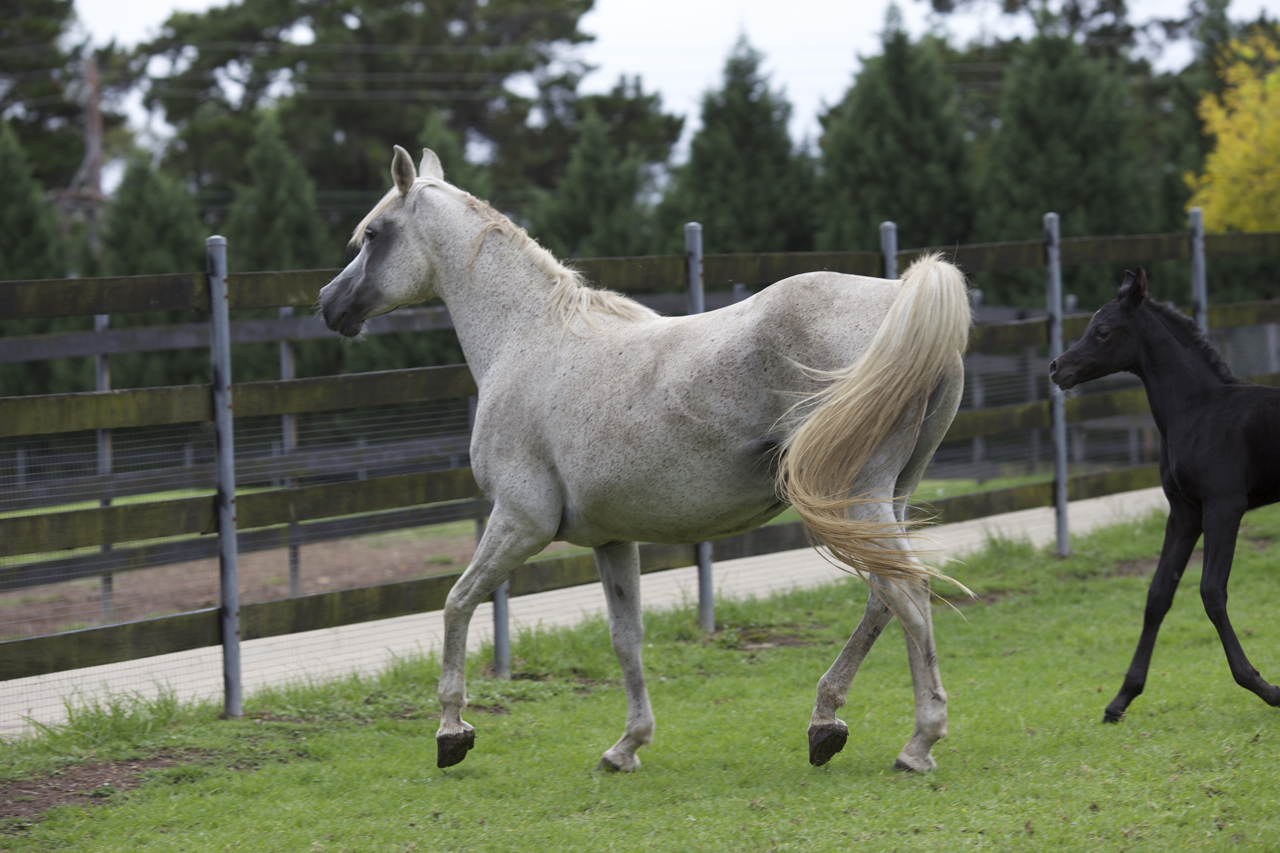
Jument Arabe égyptien grise avec son poulain au Simeon stud, Australie.

La robe est habituellement baie, alezane ou grise, une particularité de l'Arabe égyptien étant la possibilité de patrons de robe sabino.

### Sélection
Pour être reconnu comme un pur égyptien, un cheval doit avoir absolument tous ses ancêtres traçables jusqu'à des chevaux élevés par des Bédouins d'Arabie. La majorité des élevages d'Arabe égyptien recourent à des croisements consanguins.
Il existe des sociétés de race et des registres généalogiques d'Arabe égyptien séparés dans différents pays. L'élevage national égyptien est géré par l'Egyptian Agricultural Organization, qui est toujours étroitement associé à la sélection de cette race. C'est cependant essentiellement la Pyramid Society, basée à Lexington aux États-Unis, qui définit l'Arabe pur égyptien (Straight Egyptian Arabian) comme un cheval dont toutes les origines généalogiques peuvent être retracées et reliées à des ancêtres reconnus par le stud-book qu'elle maintient, et qui ont vécu en Égypte. Ces chevaux doivent de plus être inscrits au registre américain du cheval arabe. La Pyramid Society exclut les étalons égyptiens Registan et Sharkasi, ainsi que leurs descendants, du registre qu'elle maintient.
En plus de la Pyramid Society, le registre Al Khamsa maintient aussi les pedigree de ces chevaux en Amérique du Nord.
D'après différents groupes de chercheurs, dont celui de Cosgrove et al. et celui de Machmoum et al., l'Arabe égyptien pourrait subir une forte pression de sélection pour sa participation aux shows de présentation, favorisant la morphologie préférée par les juges de ces concours, notamment la tête exotique et le charisme,. Lange souligne l'existence de discours critiques de cette sélection opérée par les éleveurs euro-américains d'Arabe égyptien, ces éleveurs mettant l'accent sur l'esthétique de cette race de chevaux au détriment de sa fonctionnalité et de ses performances, qui étaient pourtant deux grandes qualités de la race arabe à l'origine.

### Génétique

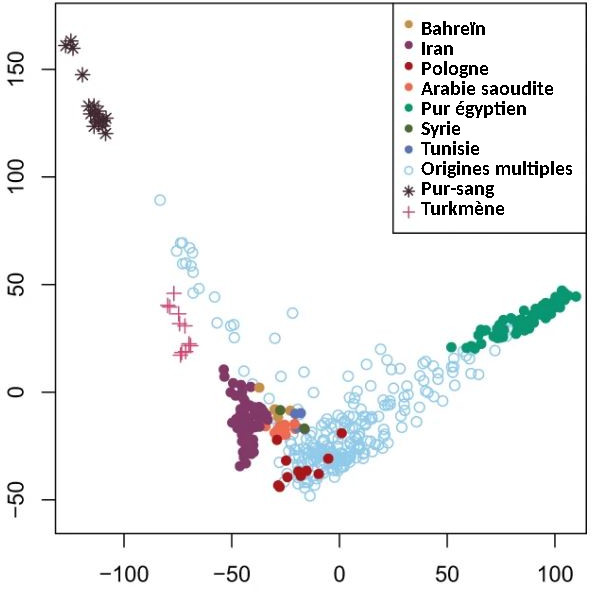
Relations de proximité génétique entre chevaux arabes par pays d'origine, d'après Cosgrove et al. (2020) : le pur égyptien est ici modélisé en points verts.

L'Arabe égyptien est génétiquement un peu éloigné des autres populations de chevaux arabes, ce qui se traduit par un cluster relativement séparé de celui des autres chevaux arabes (voir schéma ci-contre). Il partage la même origine génétique que les autres populations de chevaux arabes, mais a commencé à en diverger dans un passé relativement récent. C'est aussi la seule population de chevaux arabes analysée qui ne présente pas d'origine génétique complexe. Il est cependant plus proche génétiquement de l'Arabe polonais que de l'Arabe du désert. Cela s'explique vraisemblablement par une contribution de lignées maternelles égyptiennes dans le programme de sélection polonais.

#### Particularités génétiques
Il présente des caractéristiques génétiques spécifiques qui le différencient des autres chevaux arabes, notamment en relation avec la morphologie de sa tête. Parmi ces modifications génétiques spécifique, TMEM163 code pour une protéine transmembranaire avec une fonction putative de transporteur de zinc ; les marqueurs à TMEM163 chez l'être humain ont été mis en relation avec la largeur du visage entre les yeux et la hauteur relative des yeux sur le visage, ce qui fait écho aux caractéristiques souvent prisées chez l'Arabe égyptien que sont l'os nasal nettement concave et le front bombé avec de grands yeux. Une autre signature de sélection putative spécifique à l'Égyptien est identifiée sur ECA18.

#### Consanguinité
Son analyse génétique montre aussi un niveau moyen d'hétérozygotie à 0.26, soit plus bas que chez les autres chevaux arabes, et un nombre moyen de 7 allèles par locus, soit autant que chez l'Arabe polonais et l'Arabe du désert. Le coefficient de consanguinité est établi à 0.14, ce qui est plus élevé que chez l'Arabe polonais (0.11) et l'Arabe du désert (0.9), confirmant le déficit d'hétérozygotie. Aussi, l'Arabe égyptien a beaucoup perdu en diversité génétique,. Cette diversité génétique est plus basse que celle du Pur-sang, une race pourtant bien connue pour descendre d'un nombre très réduit d'ancêtres fondateurs. Cosgrove et al. estiment que cette perte de diversité génétique pourrait être trop importante pour pouvoir garantir une bonne santé chez cette race,.

### Santé

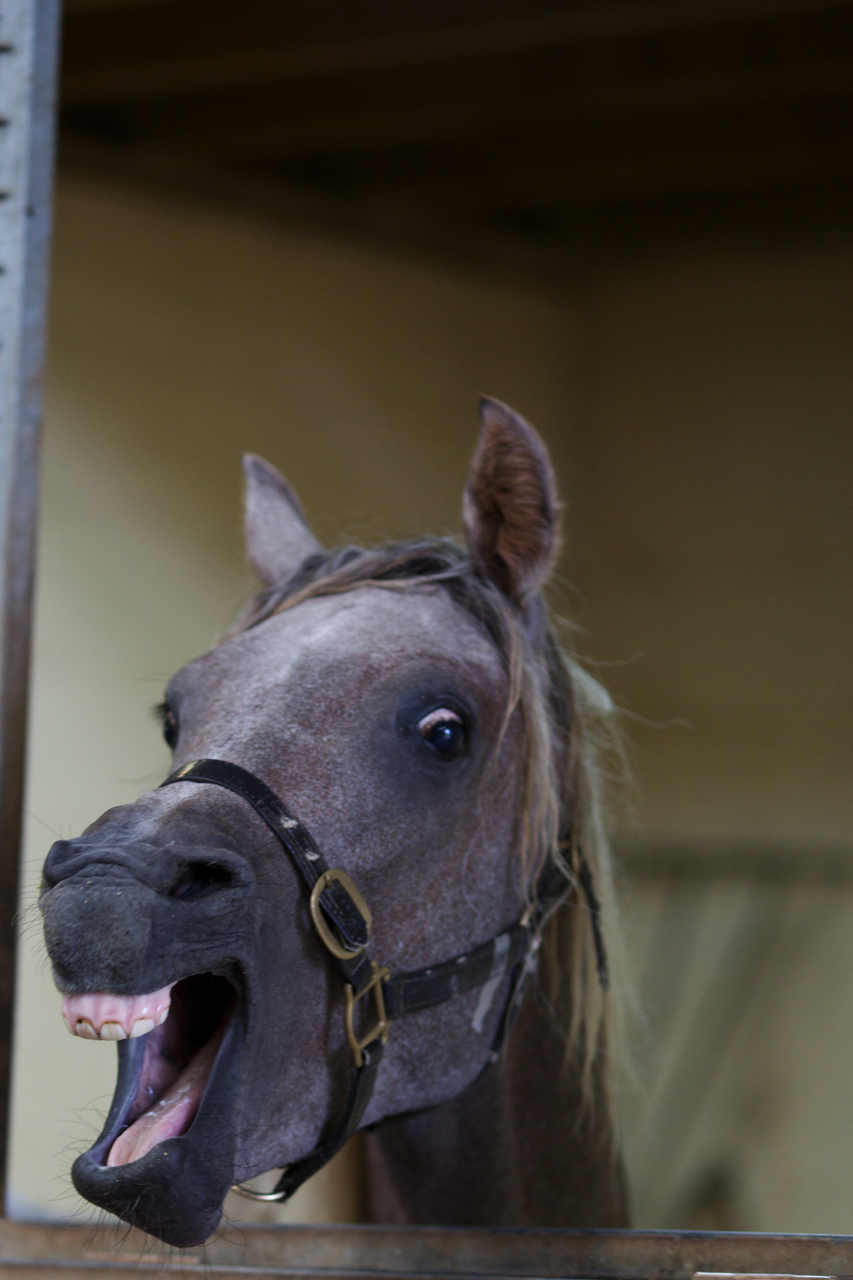
Tête d'un Arabe égyptien aux yeux révulsés et aux dents découvertes.

L'analyse hématologique de 20 purs Arabes égyptiens au Qatar a montré une grande homogénéïté de profil hématologique, ce qui rend plus sûre la réalisation d'une transfusion sanguine entre sujets de cette race sans tests de compatibilité préalables,. Cependant, les chevaux qui ont voyagé au préalable présentent de plus grands risques de présences d'alloantigènes, rendant les transfusions dangereuses.
L'analyse de juments poulinières conclut que l'oxyde nitrique et le diamètre dominant des follicules jouent un rôle crucial dans l'amélioration du taux de conception pendant les chaleurs du poulinage. Il existe des cas d'endométrite chez les juments de cette race, conduisant à des accumulations de liquide intraluminal, et à des infertilités.
Un Arabe égyptien a fait l'objet d'une étude de cas concluant à un pseudohermaphrodisme.

#### Maladies génétiques
À cause de sa consanguinité, l'Arabe égyptien est plus à risque pour certaines maladies génétiques que d'autres races de chevaux, Ces maladies touchent souvent la tête (poche gutturale du tympan et malformation atlanto-occipito-axiale), ce qui suggère un lien avec la morphologie faciale particulière de cette race de chevaux.
Il est touché par l’épilepsie idiopathique juvénile, étudiée chez 22 poulains nés entre 1985 et 2005. La torsion utérine peut survenir chez les juments poulinières, 12 cas ayant fait l'objet d'une publication en 2019 ; la laparotomie par le flanc est un traitement chirurgical fiable.
Le syndrome du poulain lavande (LFS), maladie neurologique à transmission autosomique récessive, est fatal en cas d'homozygotie ; les porteurs hétérozygotes ne présentent aucun signe. Causé par une délétion de myosine, il touche surtout l'Arabe égyptien,.

## Utilisations

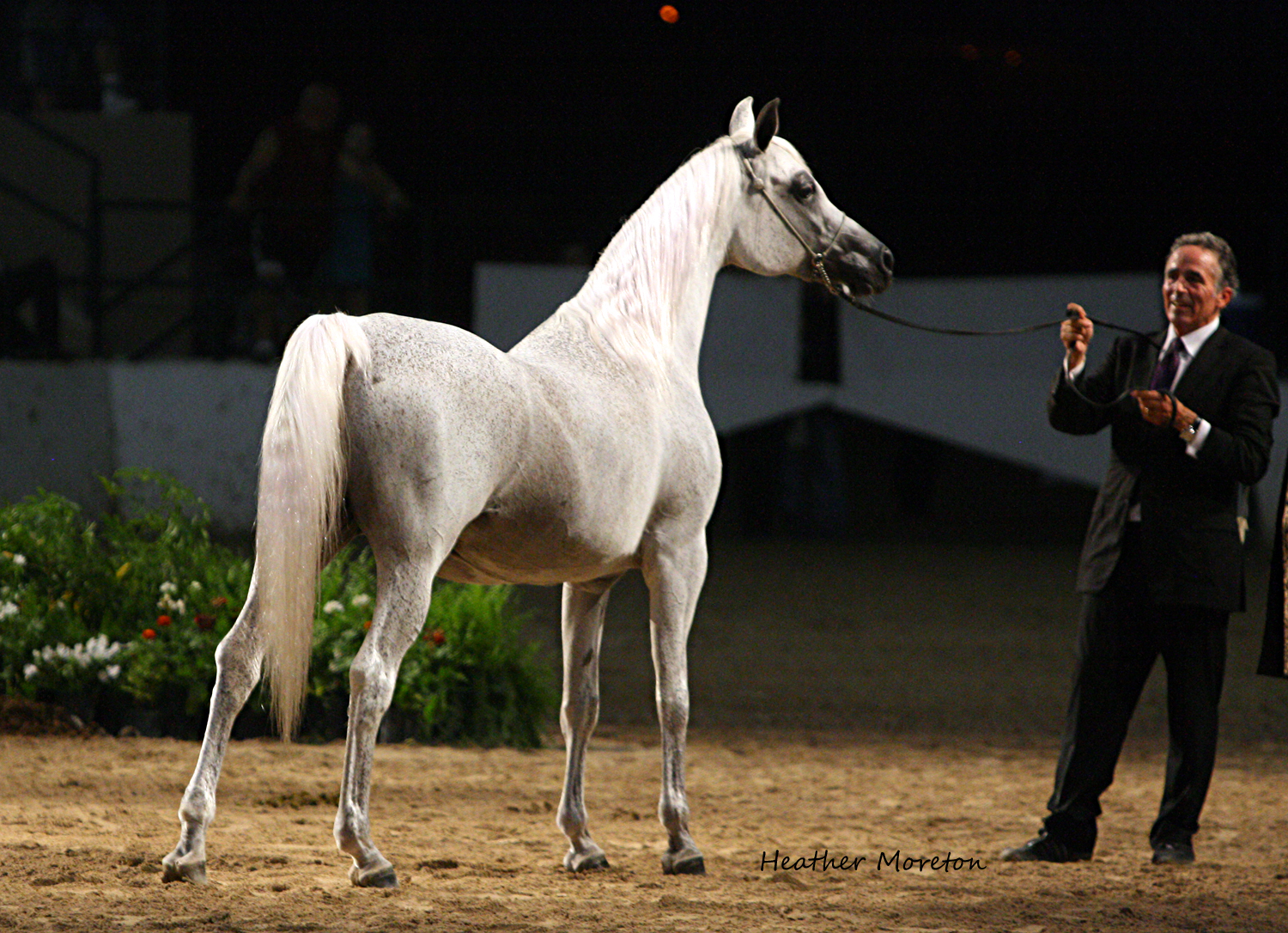
Negma Al Shaqab, un exemple de jument issue d'un père Arabe égyptien, ici en show au Kentucky Horse Park en 2010.

La très grande majorité des Arabes égyptiens sont uniquement destinés à des shows de présentation en main. En effet, la race est d'abord élevée pour sa beauté et sa valeur sur les terrains de show. Elle fait l'objet d'une forte demande pour ces activités, et est très prisée. Comparativement au faible nombre d'Arabes égyptiens à travers le monde, la race est très fructueuse dans ce type de concours, avec des titres remportés au Salon du cheval de Paris et à la Coupe des Nations d'Aix-la-Chapelle. D'après Lange, son élevage est devenu un véritable « business », à travers la mise en place progressive d'une économie basée sur le prestige et le luxe, l'Arabe égyptien étant un cadeau luxueux échangé entre des élites cosmopolites.
Ce cheval peut aussi être monté, que ce soit pour les sports équestres ou pour les loisirs, ainsi qu'en courses de plat.
L'Arabe égyptien a influencé de nombreuses autres souches de chevaux, entre autres celle de l'Arabe espagnol
. Les croisements avec la souche égyptienne sont nombreux à travers le monde, notamment en Pologne, au haras national de Janów Podlaski et au haras de Michałów.

## Diffusion de l'élevage

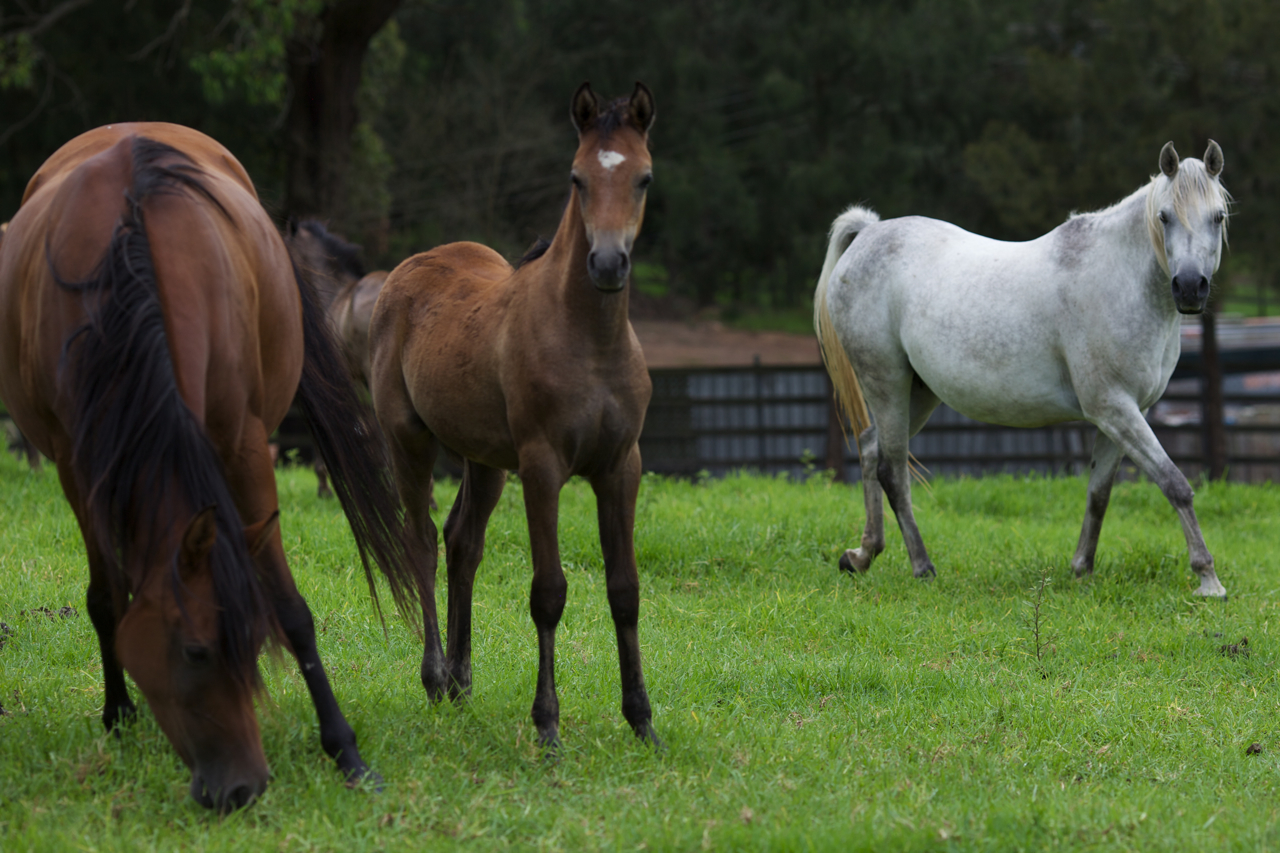
Élevage d'Arabe égyptien au Simeon stud en Australie.

La population d'Arabe égyptien ne représente que 3 à 5 % du total des chevaux arabes,. Bien que le nombre d'Arabes égyptiens soit donc limité au niveau international, leur influence dans l'élevage est importante. Cet élevage est présent dans de nombreux pays, dont les États-Unis, le Koweït, les Émirats arabes unis, le Danemark, le Qatar, et bien sûr l'Égypte. La race a fait l'objet d'un gain d'intérêt récent dans les pays arabes du golfe.

### En Égypte

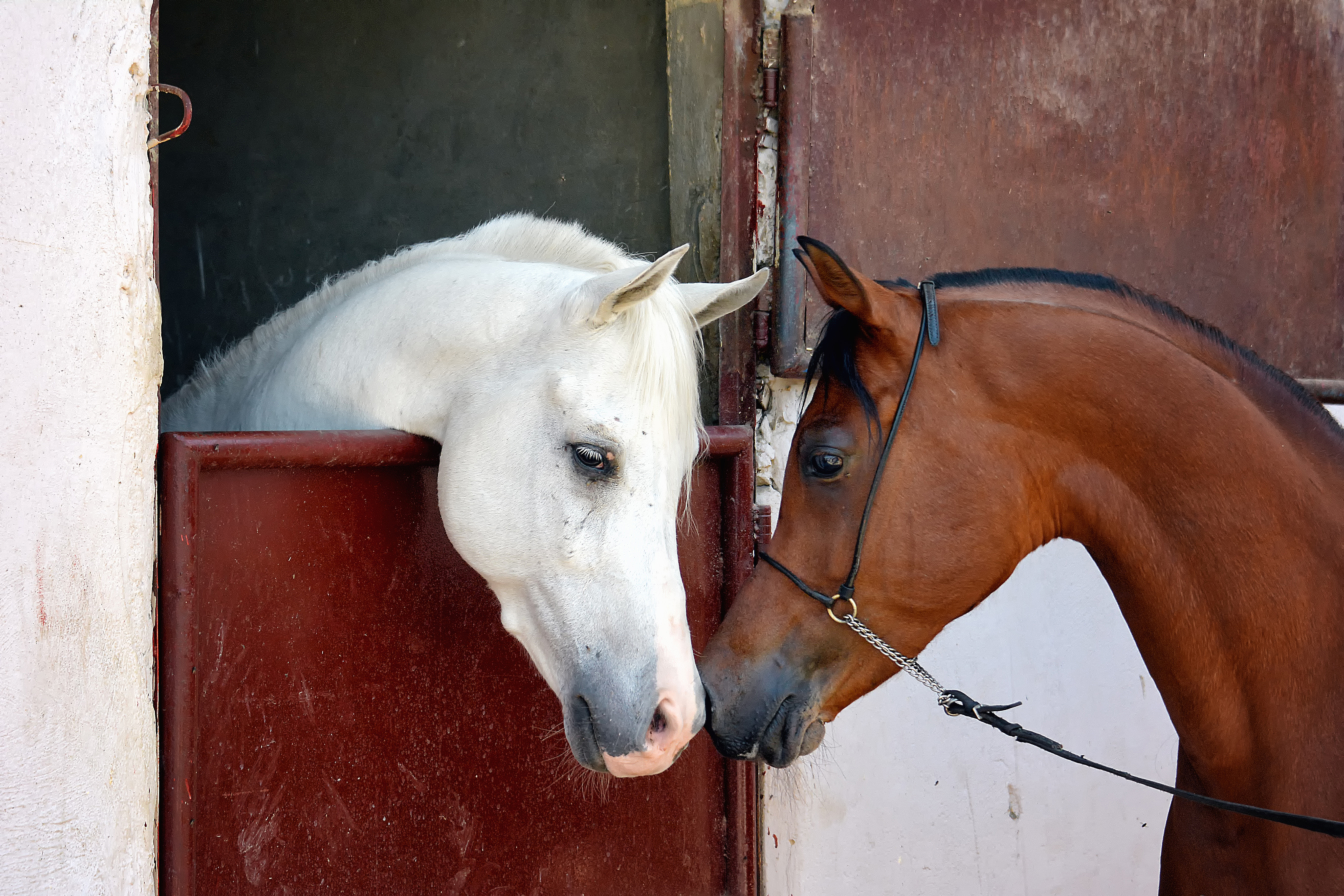
Chevaux arabes en Égypte.

D'après Philippe Barbié de Préaudau (1987), l'Égypte est « peut-être [le pays] où un élevage arabe de qualité a le mieux survécu ». En 1993, entre 1 500 et 2 000 chevaux arabes y sont recensés. Cet élevage est concentré en Basse-Égypte et dans le delta du Nil, notamment autour du Caire, et dans la partie est du delta, vers Charkieh. On trouve aussi des élevages en moyenne et Haute-Égypte. Al Zahraa est le plus grand élevage de chevaux arabes au niveau mondial. Cet élevage est toujours sous contrôle de l'EAO, qui publie un stud-book officiel et supervise l'identification ainsi que l'import-export des chevaux.
La base de données DAD-IS indique l'existence de trois familles de chevaux arabes en Égypte : Kuhailan, Saklawi et Hamdani.
Le Dr Nasr Marei, qui possède la ferme d'Albadeia, figure parmi les éleveurs et les juges de concours les plus réputés en Égypte.
Après une interdiction de 8 ans, l'export des chevaux arabes depuis l'Égypte est de nouveau autorisé vers l'Europe en mai 2018, puis vers la Jordanie en novembre 2018, enfin vers le Koweït en janvier 2019. Ces levées entraînent une forte augmentation des exportations, correspondant à la volonté du ministère de l'agriculture égyptien de devenir une plate-forme d'investissement dans le Pur-sang arabe.

### Aux États-Unis

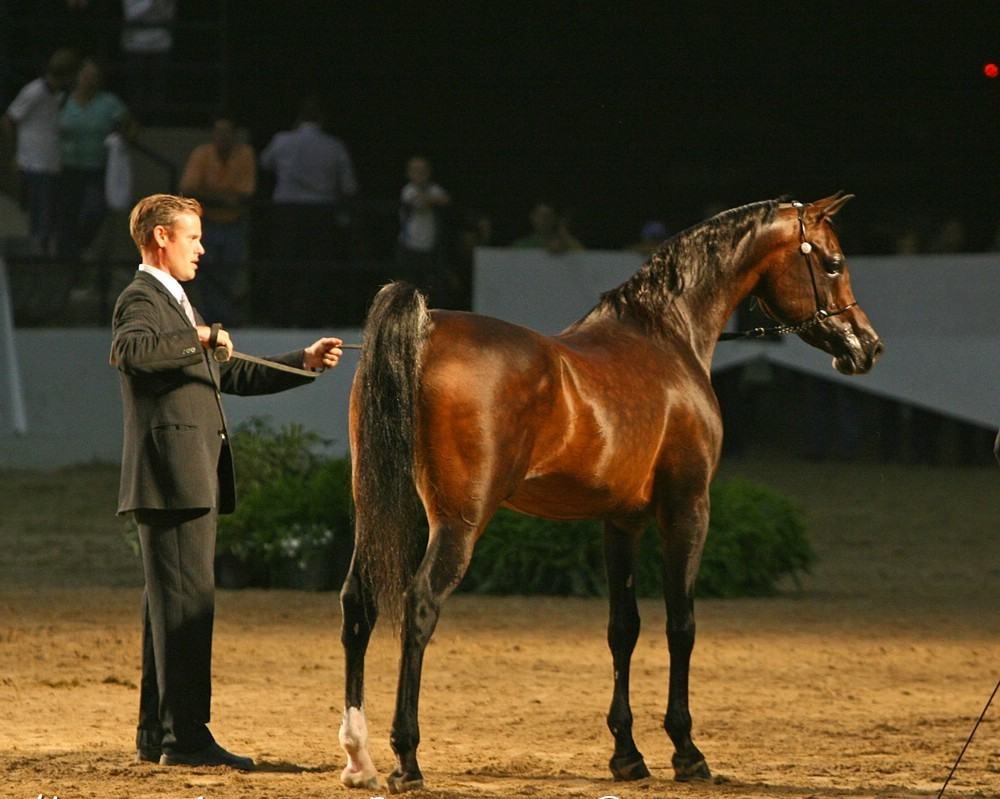
Étalon sacré champion suprême à The Egyptian Event de 2009.

C'est aux États-Unis que se trouvent le plus grand nombre d'Arabes égyptiens, nommés Straight Egyptians, portés par une association d'éleveurs très active, la Pyramid Society. Chaque année, la Pyramid Society (dont le logo représente un cheval arabe à l'intérieur d'une pyramide) organise The Egyptian Event (l'évènement égyptien), un show mettant en scène ses chevaux dans des décors rappelant l'Égypte antique, avec des sphinx, des colonnes, et de nombreuses répliques décoratives telles que des hiéroglyphes. Cet évènement leur tient lieu de convention annuelle.
L'éleveuse Judith Forbis a constitué autour d'elle un cercle d'éleveurs et d'amateurs d'Arabe égyptien ; certains sont devenus des experts de cette race, dont l'artiste Karen Kasper, la journaliste équestre Lisa Abraham, et les auteurs Cynthia Culbertson et Joe Ferriss. Ce groupe a acquis une immense influence dans l'élevage de l'Arabe égyptien. Lange souligne cependant que l'action de Judith Forbis est très mal perçue en Égypte, où son élevage est comparé à une altération du type traditionnel de la race arabe égyptienne. De plus, l'ajout du préfixe de l'élevage « Ansata » et le changement de nom du cheval après son importation sont « considéré[s] comme une insulte aux pratiques d'élevage traditionnelles qui sont à la base du sentiment de fierté nationale de l'Égypte ».

### Autres pays
Depuis sa création en 2007, le Dubai Arabian Horse Stud a acquis une bonne réputation d'éleveur d'Arabes égyptiens.

## Dans la culture

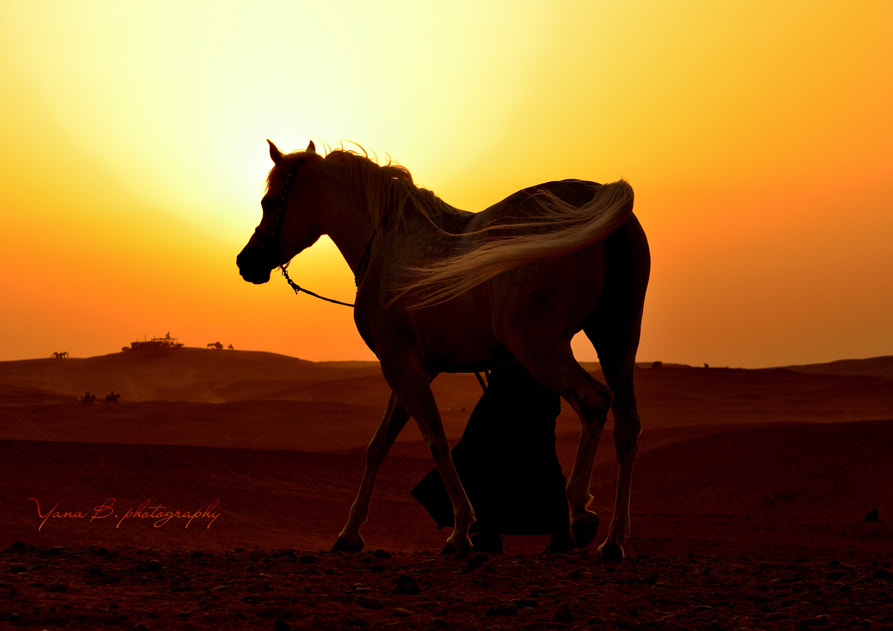
Photographie artistique d'un cheval arabe et d'un cavalier bédouin en Égypte.

Les égyptologues Delpeut et Hettema estiment que les représentations orientalistes du XIXe siècle, puis le marketing de la Pyramid Society, ont construit une idée fausse selon laquelle le cheval d'Égypte antique était un Pur-sang arabe. Cette idée n'est pas scientifiquement défendable sur le plan archéologique. L'iconographie de l'Égypte antique se compose de représentations symboliques, et non de représentations naturalistes.
Lange souligne l'existence d'une vénération de la généalogie et de la valeur du sang des chevaux, illustrée lors d'un évènement le 14 avril 2016, la présentation par l'éleveur égyptien Omar Sakr (président de l′Egyptian Arabian Horse Pyramids Foundation, correspondante locale de la Pyramid Society en Égypte), d'un livre relié d'or et contenant le pedigree de 2 349 chevaux nés avant 1969, avec leurs numéros d'enregistrement et le nom de leurs éleveurs, financé par l'éleveur saoudien Sheikh Khaled Bagedo. Durant sa présentation, Sakr a souligné la supériorité et la plus grande pureté de l'Arabe égyptien par comparaison aux chevaux enregistrés par la WAHO. La valorisation culturelle de l'Arabe égyptien représente un enjeu important pour la réputation internationale de l'Égypte.
L'anthropologue note aussi une perception différente de la possession de chevaux arabes par des euro-américains ou des éleveurs arabes, ces éleveurs arabes ne vendant plus de poulains comme par le passé ; Lange en conclut que « le cheval arabe égyptien moderne n'incarne plus les hiérarchies de pouvoir associées à l'orientalisme euro-américain, mais signifie plutôt le registre très différent des rivalités historiques entre les familles aristocratiques arabes et les factions tribales ».